# Тихий океан

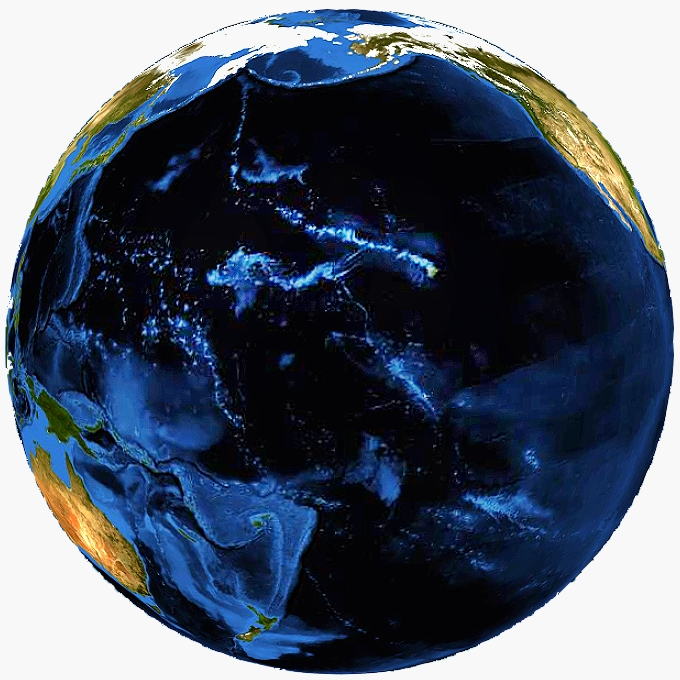
Тихий океан

Ти́хий океа́н (устар. Великий океан; англ. Pacific Ocean) — самый большой по площади и глубине океан на Земле. Расположен между материками Евразией и Австралией на западе, Северной и Южной Америкой на востоке, Антарктидой на юге.
Тихий океан простирается приблизительно на 15,8 тыс. км с севера на юг и на 19,5 тыс. км с востока на запад. Площадь с морями — 178,684 млн км², средняя глубина — 3984 м. Наибольшая глубина Тихого океана (и всего Мирового океана) — 10 994 ± 40 м (в Марианском жёлобе). Через Тихий океан примерно по 180-му меридиану проходит линия перемены даты. По площади Тихий океан превосходит всю сушу почти на 30 млн км².

## Этимология
Первый европеец, увидевший восточный берег океана, Нуньес де Бальбоа, вышел к океану в 1513 году в Панамском заливе, открытом к югу, поэтому назвал открывшееся водное пространство Южным морем.
28 ноября 1520 года в открытый океан вышел Фернан Магеллан, за время почти 4-месячного перехода от Огненной Земли до Филиппинских островов не встретил ни одного шторма и назвал океан Тихим.
В 1753 году французский географ Жан-Никола Бюаш предложил называть его Великим океаном как самый большой из океанов. Но это имя не получило всеобщего признания, и господствующим в мировой географии остаётся название Тихий океан. В англоязычных странах океан называют Pacific Ocean.

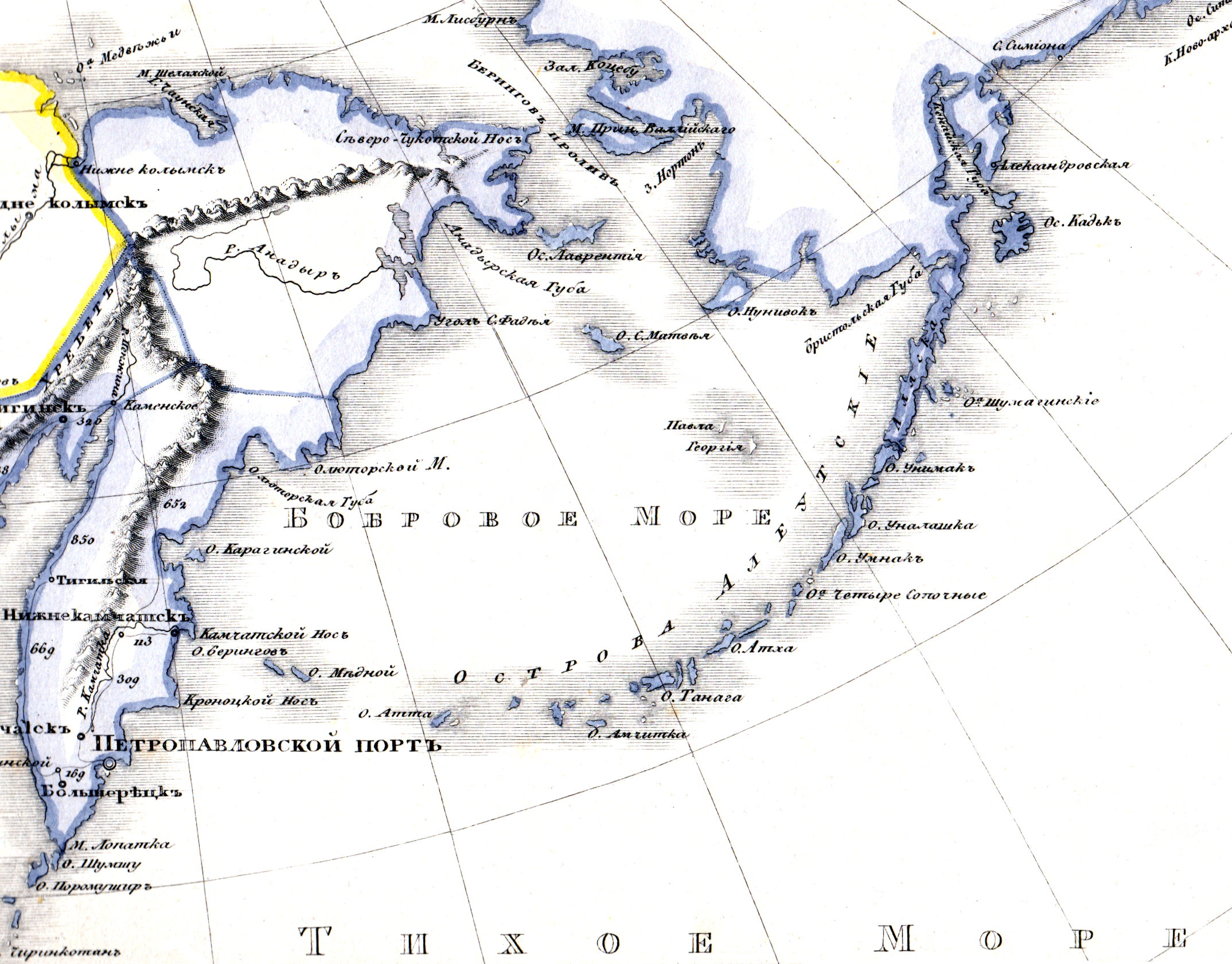
Тихое море на карте 1833 г.

До 1917 года на русских картах употреблялись названия Тихое Море (1833) и Восточный океан, сохранившиеся по традиции со времени выхода к океану русских землепроходцев.

### Названия в честь океана
Астероид (224) Океана назван в честь Тихого океана.

## Физико-географическая характеристика

### Общие сведения
Занимающий 49,5 % поверхности Мирового океана и вмещающий 53 % объёма его воды, Тихий океан является самым большим океаном планеты. С востока на запад океан простирается более чем на 19 тысяч км и на 16 тысяч — с севера на юг. Его воды расположены большей частью на южных широтах, меньшей — на северных.
В 1951 году английская экспедиция на научно-исследовательском судне «Челленджер» с помощью эхолота зафиксировала максимальную глубину 10 863 метра. По результатам измерений, проведённых в 1957 году во время 25-го рейса советского научно-исследовательского судна «Витязь» (руководитель Алексей Дмитриевич Добровольский), максимальная глубина жёлоба — 11 023 м (уточнённые данные, первоначально сообщалась глубина 11 034 м). Трудность измерения состоит в том, что скорость звука в воде зависит от её свойств, которые различны на разных глубинах, поэтому эти свойства также должны быть определены на нескольких горизонтах специальными приборами (такими, как барометр и термометр), и в значение глубины, показанное эхолотом, внесена поправка. Исследования 1995 года показали, что она составляет около 10 920 м, а исследования 2009 года — что 10 971 м. Последние исследования 2011 года дают значение — 10 994 м с точностью ±40 м. Таким образом, глубочайшая точка впадины, именуемая «Бездной Челленджера» (англ. Challenger Deep) находится дальше от уровня моря, чем гора Джомолунгма — над ним.
Своим восточным краем океан омывает западные побережья Северной и Южной Америки, своим западным краем он омывает восточные побережья Австралии и Евразии, а с юга омывает Антарктиду. Границей с Северным Ледовитым океаном является линия в Беринговом проливе от мыса Дежнёва до мыса Принца Уэльского. Границу с Атлантическим океаном проводят от мыса Горн по меридиану 68°04’ з. д. или по кратчайшему расстоянию от Южной Америки до Антарктического полуострова через пролив Дрейка, от острова Осте до мыса Штернек. Граница с Индийским океаном проходит: южнее Австралии — по восточной границе Бассова пролива до острова Тасмания, далее по меридиану 146°55’ в. д. до Антарктиды; севернее Австралии — между Андаманским морем и Малаккским проливом, далее по юго-западному берегу острова Суматра, Зондскому проливу, южному берегу острова Ява, южным границам морей Бали и Саву, северной границе Арафурского моря, юго-западному берегу Новой Гвинеи и западной границе Торресова пролива. Иногда южную часть океана, с северной границей от 35° ю. ш. (по признаку циркуляции воды и атмосферы) до 60° ю. ш. (по характеру рельефа дна), относят к Южному океану.

### Моря
Площадь морей, заливов и проливов Тихого океана составляет 31,64 миллиона км² (18 % от общей площади океана), объём 73,15 миллиона км³ (10 %). Большая часть морей находится в западной части океана вдоль Евразии: Берингово, Охотское, Японское, Внутреннее Японское, Жёлтое, Восточно-Китайское, Филиппинское; моря между островами Юго-Восточной Азии: Южно-Китайское, Яванское, Сулу, Сулавеси, Бали, Флорес, Саву, Банда, Серам, Хальмахера, Молуккское; вдоль побережья Австралии: Новогвинейское, Соломоново, Коралловое, Фиджи, Тасманово; у Антарктиды находятся моря (иногда их относят к Южному океану): Дюрвиля, Сомова, Росса, Амундсена, Беллинсгаузена. Вдоль Северной и Южной Америки нет морей, но располагаются крупные заливы: Аляскинский, Калифорнийский, Панамский.

### Острова
Несколько тысяч островов, разбросанных по Тихому океану, были образованы вулканическими извержениями. Некоторые из этих островов обрастали кораллами, и в конечном итоге острова снова погружались в море, оставляя после себя коралловые кольца — атоллы.
По количеству (около 10 тысяч) и общей площади островов Тихий океан занимает среди океанов первое место. В океане находятся второй и третий по величине острова Земли: Новая Гвинея (829,3 тысячи км²) и Калимантан (735,7 тысячи км²); крупнейшая группа островов: Большие Зондские острова (1485 тысяч км²). Другие крупнейшие острова и архипелаги:
- в Азии: Командорские острова, Сахалин, Курильские острова, Японские острова (Хонсю, Хоккайдо, Кюсю, Сикоку, острова Рюкю), Тайвань, Хайнань, Филиппинские острова (Лусон, Минданао, Самар, Негрос, Палаван, Панай, Миндоро), Большие Зондские острова (Суматра, Калимантан, Ява, Сулавеси, Банка), Малые Зондские острова (Тимор, Сумбава, Флорес, Сумба, Бали);
- в Океании: Молуккские острова (Серам, Хальмахера), Новая Гвинея, архипелаг Бисмарка (Новая Британия, Новая Ирландия), Соломоновы острова (Бугенвиль), Новые Гебриды, Новая Каледония, острова Луайоте, острова Фиджи (Вити-Леву, Вануа-Леву), Каролинские острова, Марианские острова, Маршалловы острова, острова Гилберта, острова Тувалу, острова Тонга, архипелаг Самоа, острова Кука, острова Общества, острова Туамоту, Новая Зеландия (Южный и Северный острова), Гавайские острова (Гавайи);
- в Северной Америке: Святого Лаврентия, Алеутские острова, архипелаг Александра, Острова Королевы Шарлотты, Ванкувер;
- в Южной Америке: Галапагосские острова, Чилийский архипелаг (Чилоэ), Огненная Земля (Огненная Земля);
- в Антарктиде: Земля Александра I, Палмер, Южные Шетландские острова.

.

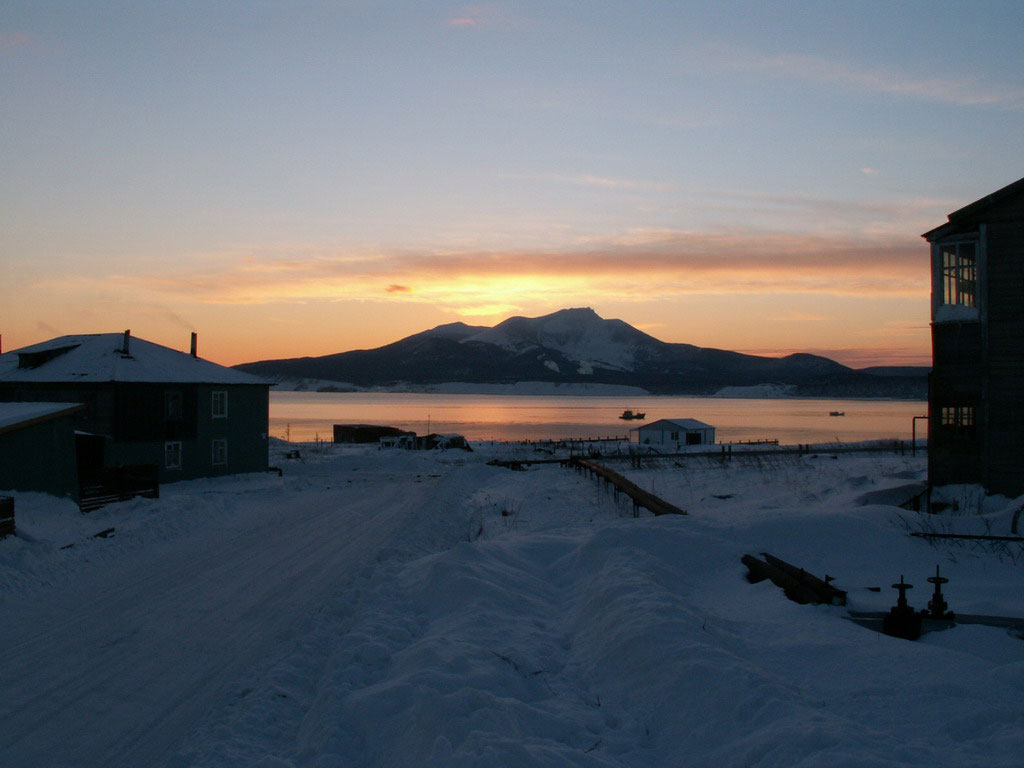
Закат в Южно-Курильске
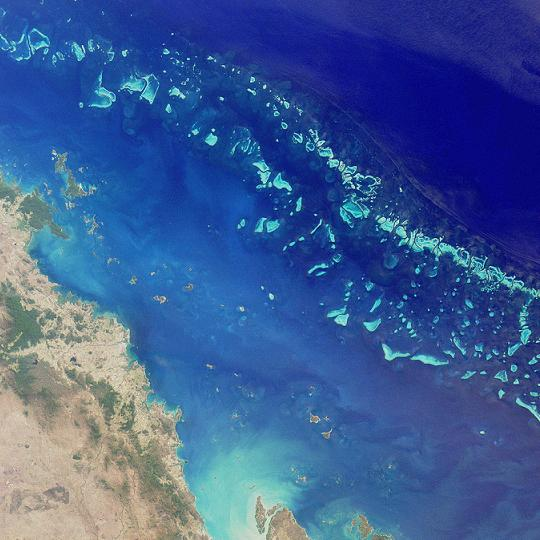
Большой Барьерный риф. Вид из космоса
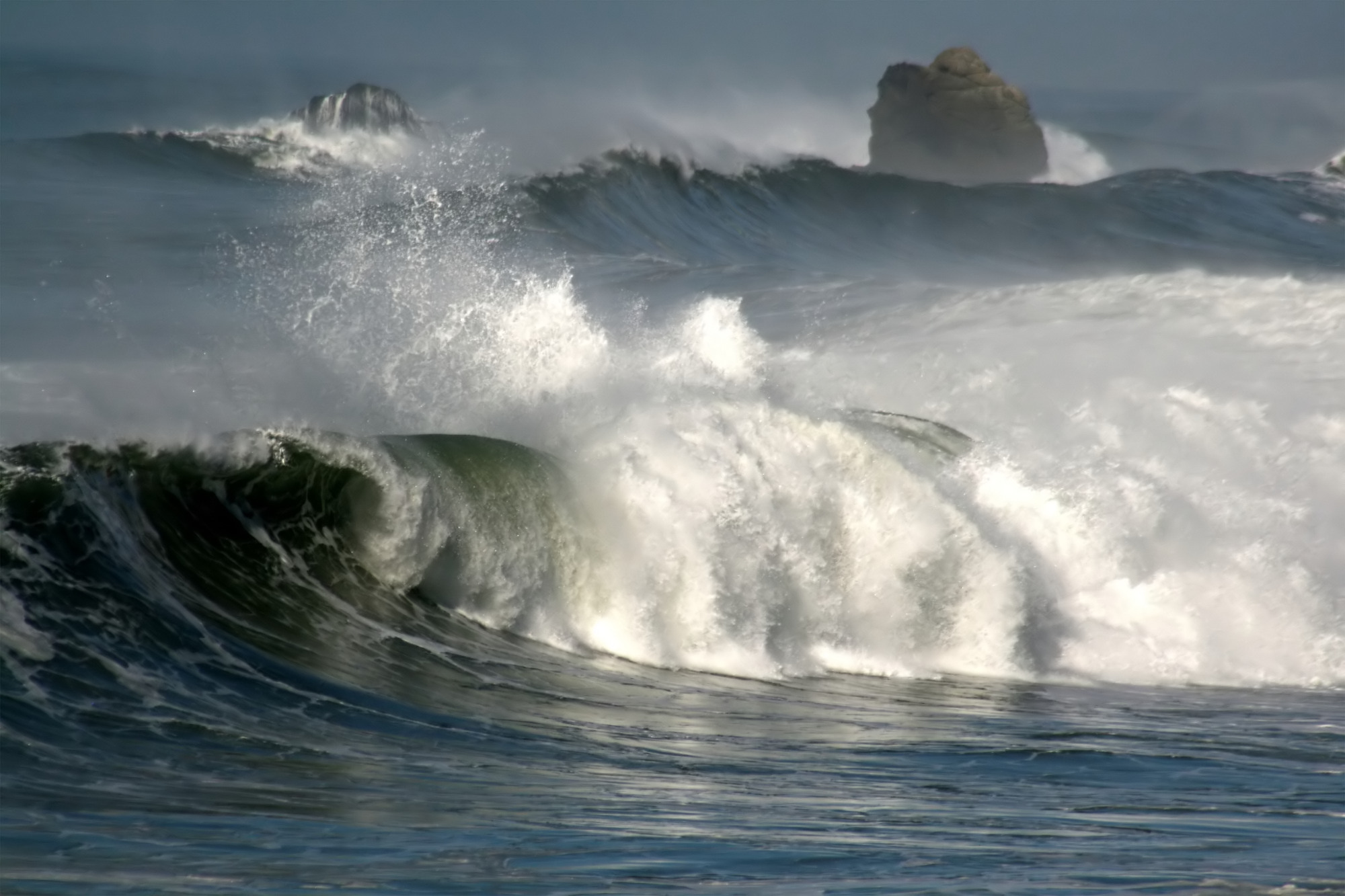
Шторм в океане близ Калифорнии
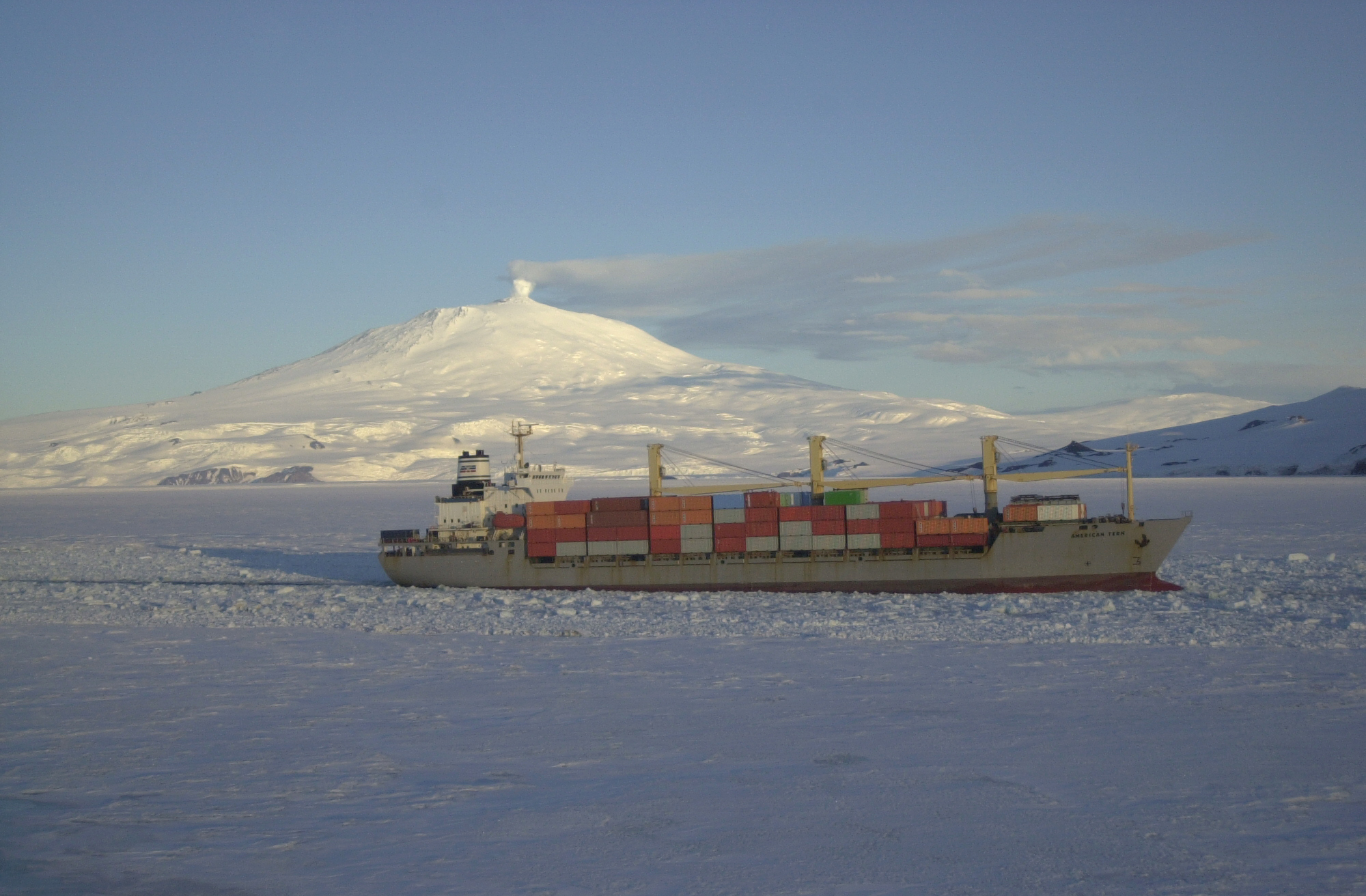
Контейнеровоз во льдах в море Росса

### История формирования океана
При распаде проконтинента Пангея в мезозойскую эру на Гондвану и Лавразию окружающий его океан Панталасса начал уменьшаться в площади. К концу мезозоя Гондвана и Лавразия разделились, и по мере расхождения их частей начал образовываться современный Тихий океан. В пределах тихоокеанской впадины в юрский период развились четыре полностью океанские тектонические плиты: Тихоокеанская, Кула, Фараллон и Феникс. Северо-западная плита Кула поддвигалась под восточную и юго-восточную окраины Азиатского материка. Северо-восточная океаническая плита Фараллон поддвигалась под Аляску, Чукотку и под западную окраину Северной Америки. Юго-восточная океаническая плита Феникс погружалась под западную окраину Южной Америки. В меловое время юго-восточная Тихоокеанская океаническая плита продвигалась под восточную окраину единого тогда Австрало-Антарктического материка, в результате чего от материка откололись блоки, образующие ныне Новозеландское плато и подводные возвышенности Лорд-Хау и Норфолк. В позднем мелу начался раскол Австрало-Антарктического материка. Австралийская плита отделилась и начала двигаться в сторону экватора. При этом в олигоцене Тихоокеанская плита сменила направление на северо-западное. В позднем миоцене плита Фараллона разделилась на две: Кокос и Наска. Плита Кула, двигаясь на северо-запад, целиком погрузилась (вместе с северной окраиной Тихоокеанской плиты) под Евразию и под прото-Алеутский жёлоб.
Сегодня движение тектонических плит продолжается. Осью этого движения являются срединно-океанические рифтовые зоны в Южно-Тихоокеанском и Восточно-Тихоокеанском поднятиях. К западу от этой зоны располагается самая большая плита океана Тихоокеанская, которая продолжает движение на северо-запад со скоростью 6—10 см в год, подползая под Евразийскую и Австралийскую плиты. На западе Тихоокеанская плита подталкивает Филиппинскую плиту к северо-западу под Евразийскую плиту со скоростью 6—8 см в год. К востоку от срединно-океанской рифтовой зоны располагаются: на северо-востоке плита Хуан де Фука, подползающая со скоростью 2—3 см в год под Северо-Американскую плиту; в центральной части плита Кокос поддвигается в северо-восточном направлении под Карибскую литосферную плиту со скоростью 6—7 см в год; южнее находится плита Наска, движущаяся на восток, погружаясь под Южно-Американскую плиту со скоростью 4—6 см в год.

### Геологическое строение и рельеф дна

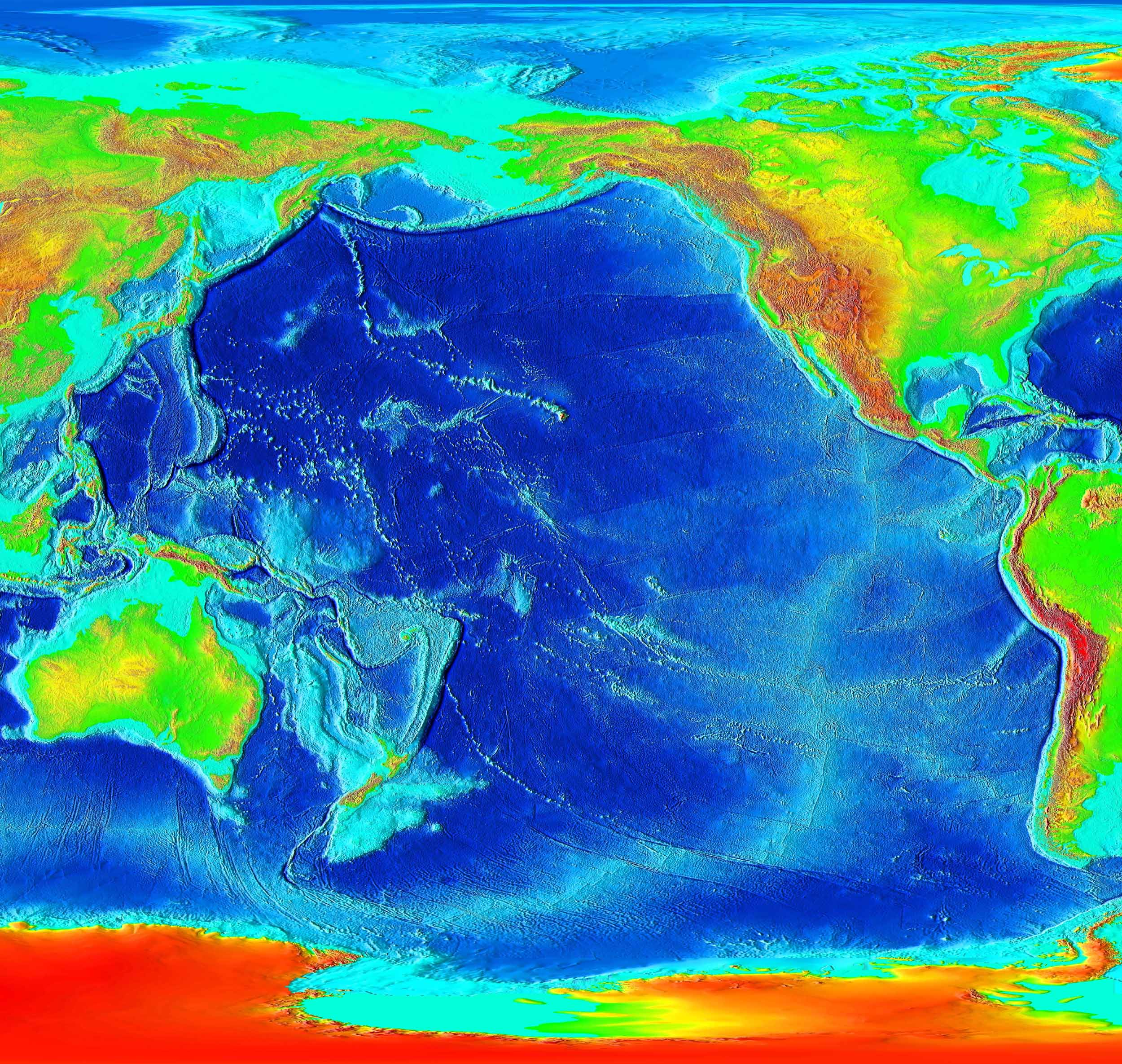
Карта глубин Тихого океана

#### Подводные окраины материков
Подводные окраины материков занимают 10 % территории Тихого океана. На рельефе шельфа выражены черты трансгрессивных равнин с субаэральным реликтовым рельефом. Такие формы характерны для подводных речных долин на Яванском шельфе и для шельфа Берингова моря. На Корейском шельфе и шельфе Восточно-Китайского моря распространены грядовые формы рельефа, образованные приливными течениями. На шельфе экваториально-тропических вод распространены различные коралловые постройки. Большая часть Антарктического шельфа лежит на глубинах более 200 м, поверхность очень расчленена, подводные возвышенности тектонического характера чередуются с глубокими депрессиями — грабенами. Материковый склон Северной Америки сильно расчленён подводными каньонами. Крупные подводные каньоны известны на материковом склоне Берингова моря. Большой шириной, разнообразием и расчленённостью рельефа отличается материковый склон Антарктиды. Вдоль Северной Америки материковое подножие выделяется очень крупными конусами выноса мутьевых потоков, сливающимися в единую наклонную равнину, окаймляющую широкой полосой материковый склон.
Подводная окраина Новой Зеландии имеет своеобразную материковую структуру. Её площадь в 10 раз превышает площадь самих островов. Это подводное Новозеландское плато состоит из плосковершинных поднятий Кэмпбел и Чатам и впадины Баунки между ними. Со всех сторон оно ограничено материковым склоном, окаймляемым материковым подножьем. Сюда относят и позднемезозойский подводный хребет Лорд-Хау.

#### Переходная зона
По западной окраине Тихого океана расположены переходные области от окраин материков к ложу океана: Алеутская, Курило-Камчатская, Японская, Восточно-Китайская, Индонезийско-Филиппинская, Бонинско-Марианская (с самой глубокой точкой океана — Марианским жёлобом, глубина 11 022 м), Меланезийская, Витязевская, Тонга-Кермадекская, Маккуори. Эти переходные области включают в себя глубоководные желоба, окраинные моря, ограниченные островными дугами. По восточной окраине расположены переходные области: Центрально-Американская и Перуанско-Чилийская. Они выражены только глубоководными желобами, а вместо островных дуг вдоль желобов протягиваются молодые скалистые горы Центральной и Южной Америки.
Всем переходным областям присущ вулканизм и высокая сейсмичность, они образуют окраинный Тихоокеанский пояс землетрясений и современного вулканизма. Переходные области на западной окраине Тихого океана располагаются в виде двух эшелонов, наиболее молодые по стадии развития области расположены на границе с ложем океана, а более зрелые отделяются от ложа океана островными дугами и островными массивами суши с материковой земной корой.

#### Срединно-океанические хребты и ложе океана

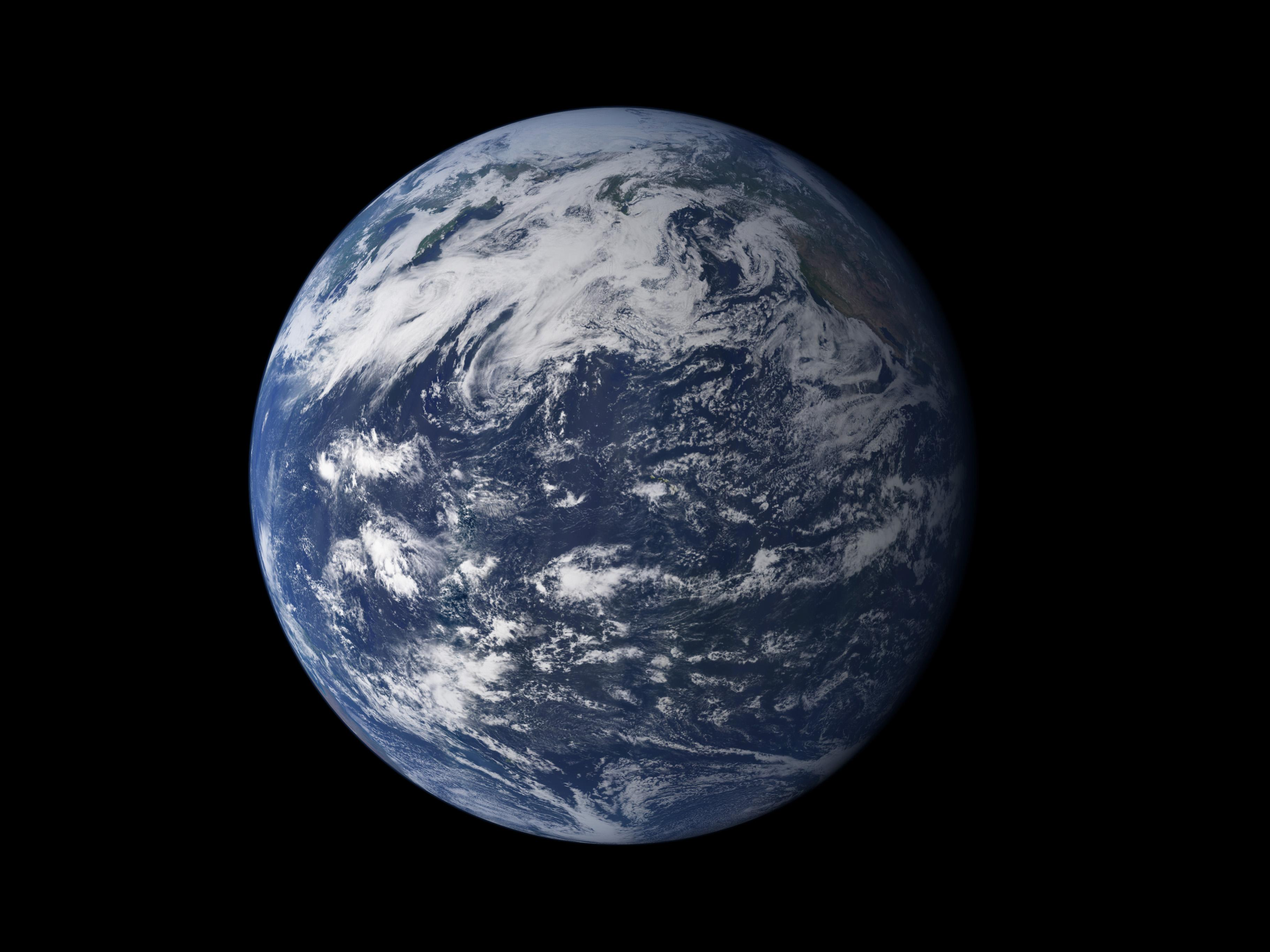
Фотография Тихого океана из космоса

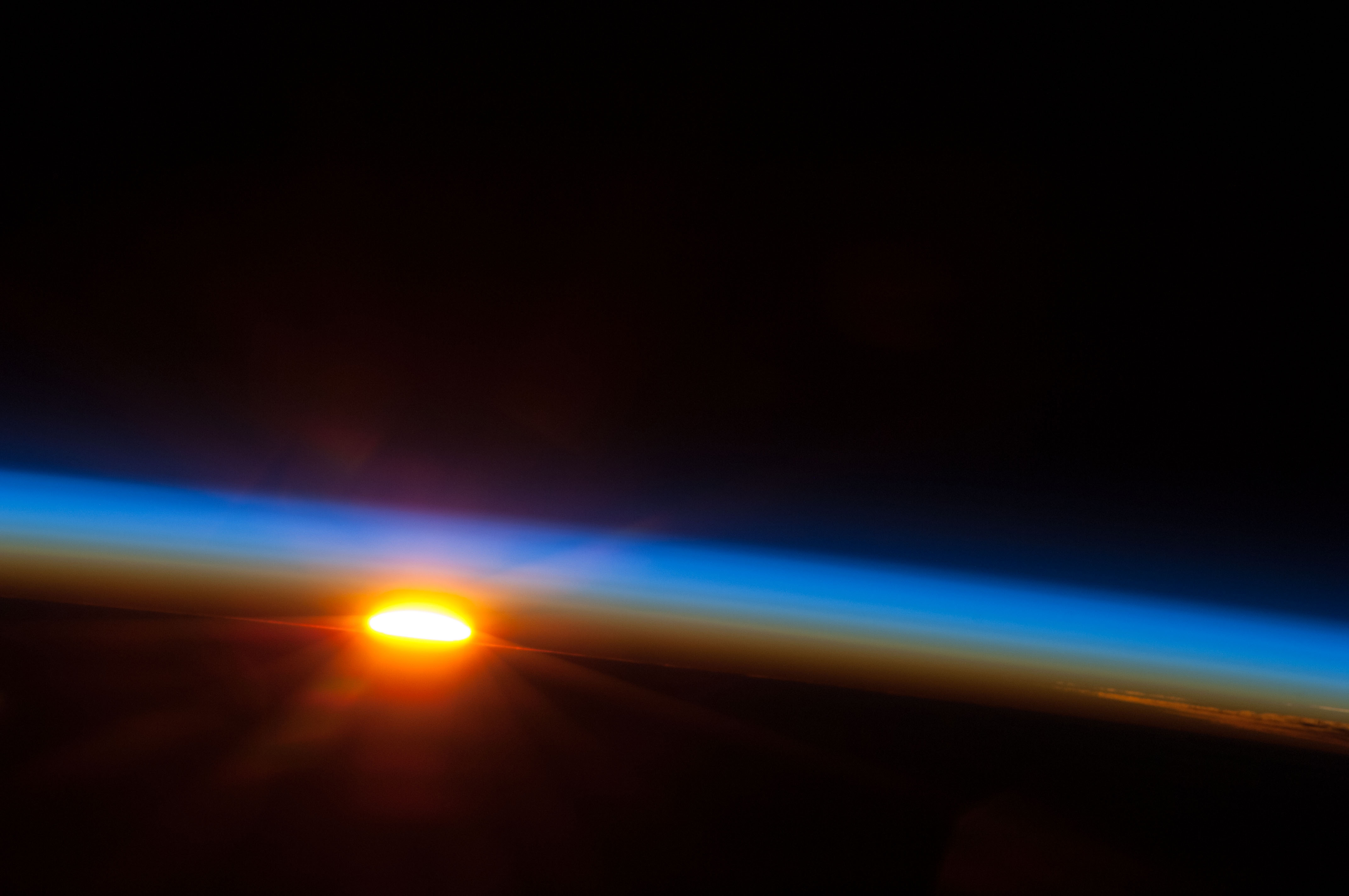
Восход Солнца над Тихим океаном (5 мая 2013 года)

11 % площади дна Тихого океана занимают срединно-океанические хребты, представленные Южно-Тихоокеанским и Восточно-Тихоокеанским поднятиями. Они представляют собой широкие, слабо расчленённые возвышенности. От основной системы отходят боковые ответвления в виде Чилийского поднятия и Галапагосской рифтовой зоны. К системе срединно-океанических хребтов Тихого океана также относятся хребты Горда, Хуан-де-Фука и Эксплорер на северо-востоке океана. Срединно-океанические хребты океана представляют собой сейсмичные пояса с частыми поверхностными землетрясениями и активной вулканической деятельностью. В рифтовой зоне обнаружены свежие лавы, металлоносные осадки, обычно связанные с гидротермами.
Система тихоокеанских поднятий делит ложе Тихого океана на две неравные части. Восточная часть менее сложно простроена и более мелководна. Здесь выделяют Чилийское поднятие (рифтовая зона) и хребты Наска, Сала-и-Гомес, Карнеги и Кокос. Эти хребты делят восточную часть ложа на Гватемальскую, Панамскую, Перуанскую и Чилийскую котловины. Все они характеризуются сложно расчленённым холмистым и гористым рельефом дна. В районе Галапагосских островов выделяют рифтовую зону.
Другая часть ложа, лежащая к западу от тихоокеанских поднятий, занимает примерно 3/4 всего ложа Тихого океана и имеет очень сложное строение рельефа. Десятки возвышенностей и подводных хребтов делят ложе океана на большое число котловин. Наиболее значимые хребты образуют систему дугообразных в плане поднятий, начинающихся на западе и заканчивающихся на юго-востоке. Первую такую дугу образует Гавайский хребет, параллельно ему следующую дугу образуют горы Картографов, Маркус-Неккер, подводный хребет островов Лайн, дуга заканчивается подводным основанием островов Туамоту. Следующая дуга состоит из подводных оснований островов Маршалловых, Кирибати, Тувалу и Самоа. Четвёртая дуга включает в себя Каролинские острова и подводную возвышенность Капингамаранги. Пятая дуга состоит из южной группы Каролинских островов и вала Эаурипик. Некоторые хребты и возвышенности отличаются по своему простиранию от перечисленных выше, это Императорский (Северо-Западный) хребет, возвышенности Шатского, Магеллана, Хесса, Манихики. Эти возвышенности отличаются выровненными вершинными поверхностями и сверху покрыты карбонатными отложениями повышенной мощности.
На Гавайских островах и архипелаге Самоа имеются действующие вулканы. По ложу Тихого океана рассеяно около 10 тысяч отдельных подводных гор, преимущественно вулканического происхождения. Многие из них представляют собой гайоты. Вершины некоторых гайотов находятся на глубине 2—2,5 тысяч м, средняя глубина над ними около 1,3 тысячи м. Подавляющее большинство островов центральной и западной частей Тихого океана имеет коралловое происхождение. Почти все вулканические острова окаймлены коралловыми постройками.
Для ложа и срединно-океанических хребтов Тихого океана характерны зоны разломов, обычно выраженные в рельефе в виде комплексов согласно и линейно ориентированных грабенов и горстов. Все зоны разломов имеют собственные названия: Сервейор, Мендосино, Меррей, Кларион, Клиппертон и другие. Для котловин и поднятий ложа Тихого океана характерна земная кора океанического типа, с мощностью осадочного слоя от 1 км на северо-востоке до 3 км на возвышенности Шатского и с мощностью базальтового слоя от 5 км до 13 км. Срединно-океанические хребты имеют земную кору рифтогенального типа, отличающуюся повышенной плотностью. Здесь обнаруживаются ульстраосновные породы, а в зоне разлома Эльтанин были подняты кристаллические сланцы. Под островными дугами обнаружена субконтинентальная (Курильские острова) и континентальная кора (Японские острова).

#### Донные отложения
Крупные реки Азии, такие как Амур, Хуанхэ, Янцзы, Меконг и другие, выносят в Тихий океан более 1767 миллионов тонн наносов в год. Этот аллювий почти полностью остаётся в акватории окраинных морей и заливов. Крупнейшие реки Америки — Юкон, Колорадо, Колумбия, Фрейзер, Гуаяс и другие — дают около 380 миллионов тонн наносов в год, и 70—80 % взвешенного материала выносится в открытый океан, чему способствует незначительная ширина шельфа.
В Тихом океане широко распространены красные глины, особенно в северном полушарии. Это связано с большой глубиной котловин океана. В Тихом океане представлены два пояса (южный и северный) кремнистых диатомовых илов, а также чётко выражен экваториальный пояс кремнистых радиоляриевых отложений. Обширные области дна юго-запада океана заняты кораллово-водорослевыми биогенными отложениями. К югу от экватора распространены фораминиферовые илы. В Коралловом море имеется несколько полей птероподовых отложений. В северной наиболее глубокой части Тихого океана, а также в Южной и Перуанской котловинах наблюдаются обширные поля железомарганцевых конкреций.

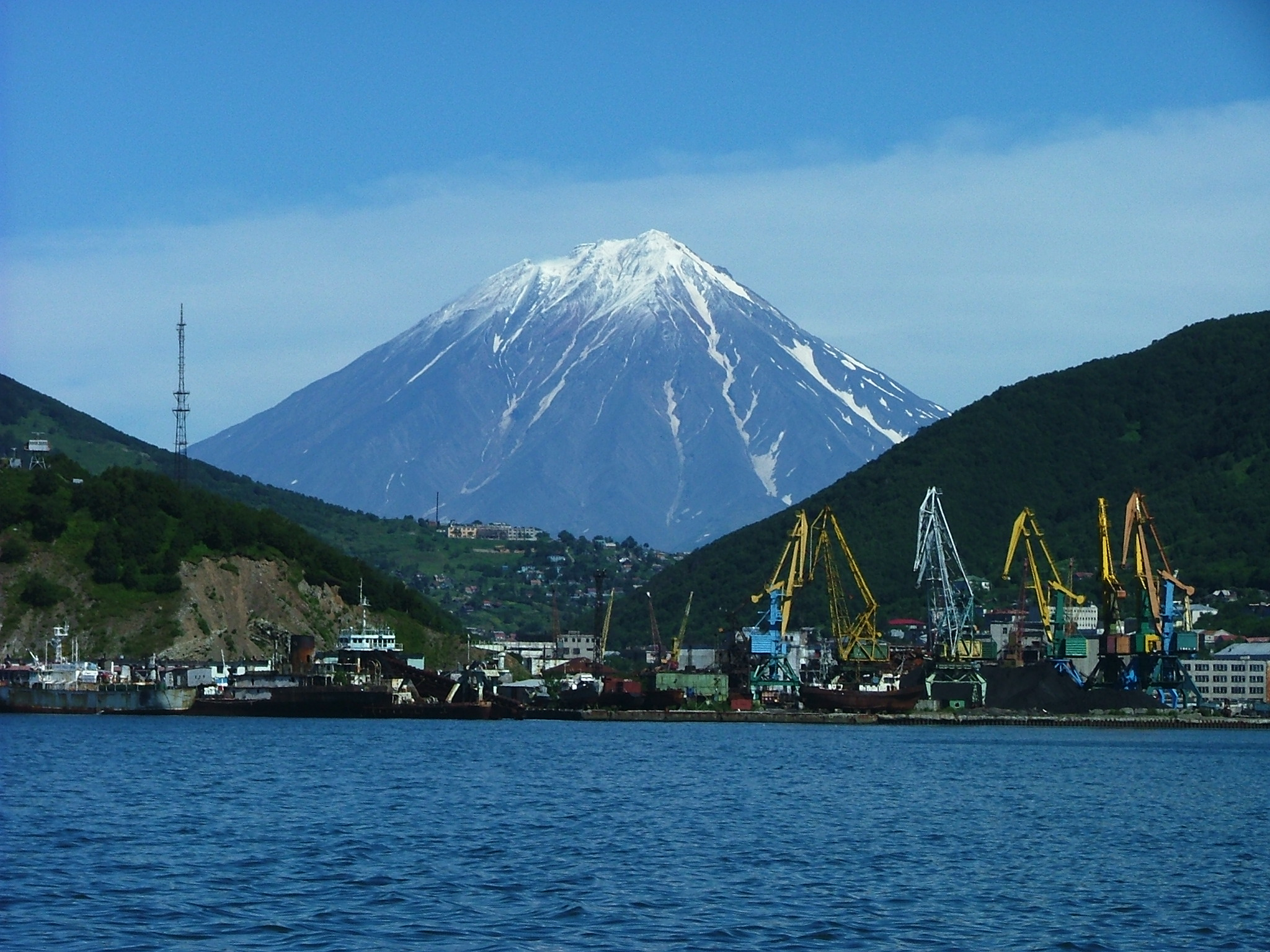
Камчатка. Авачинская бухта
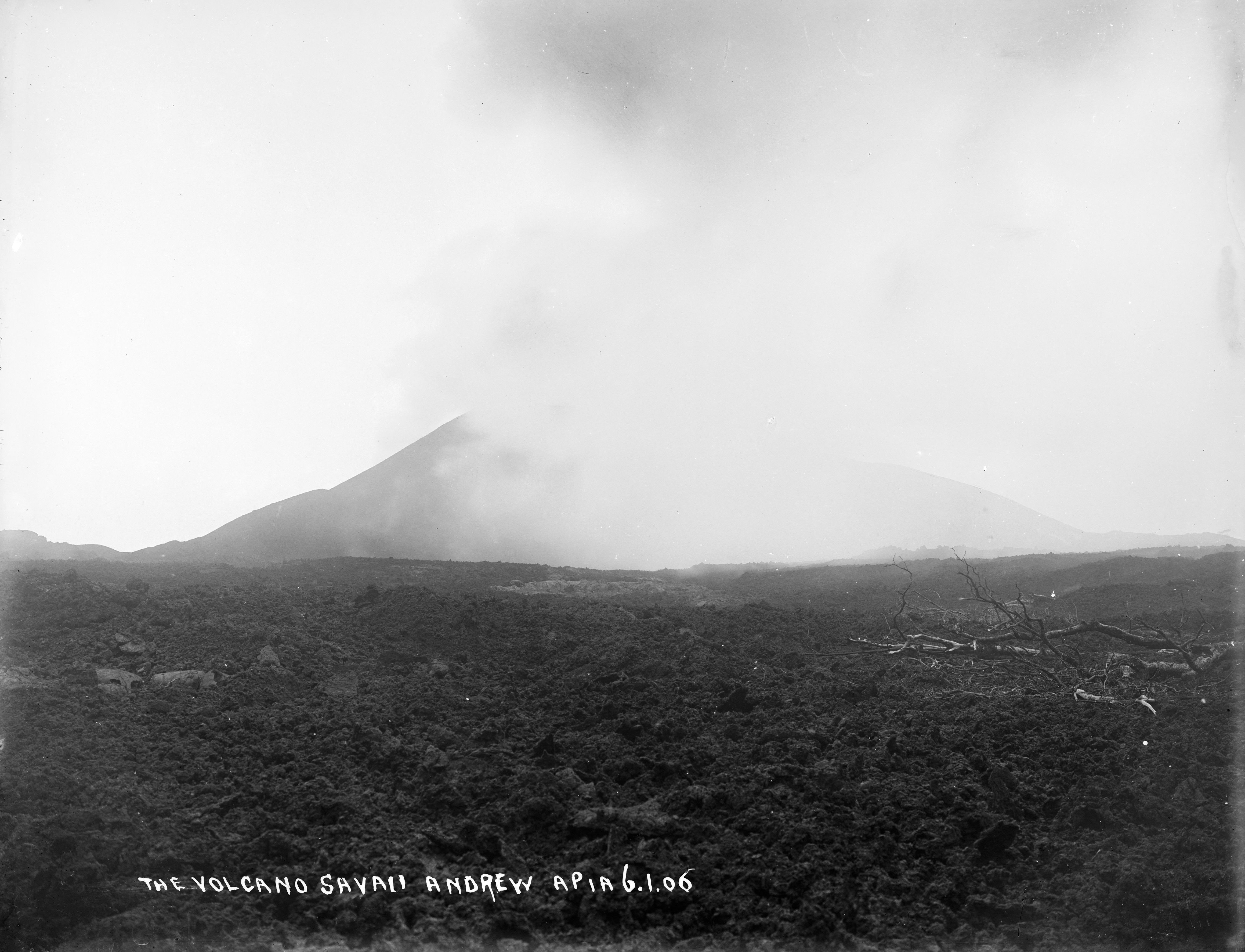
Извержение вулкана на острове Савайи (Самоа) в 1905 году
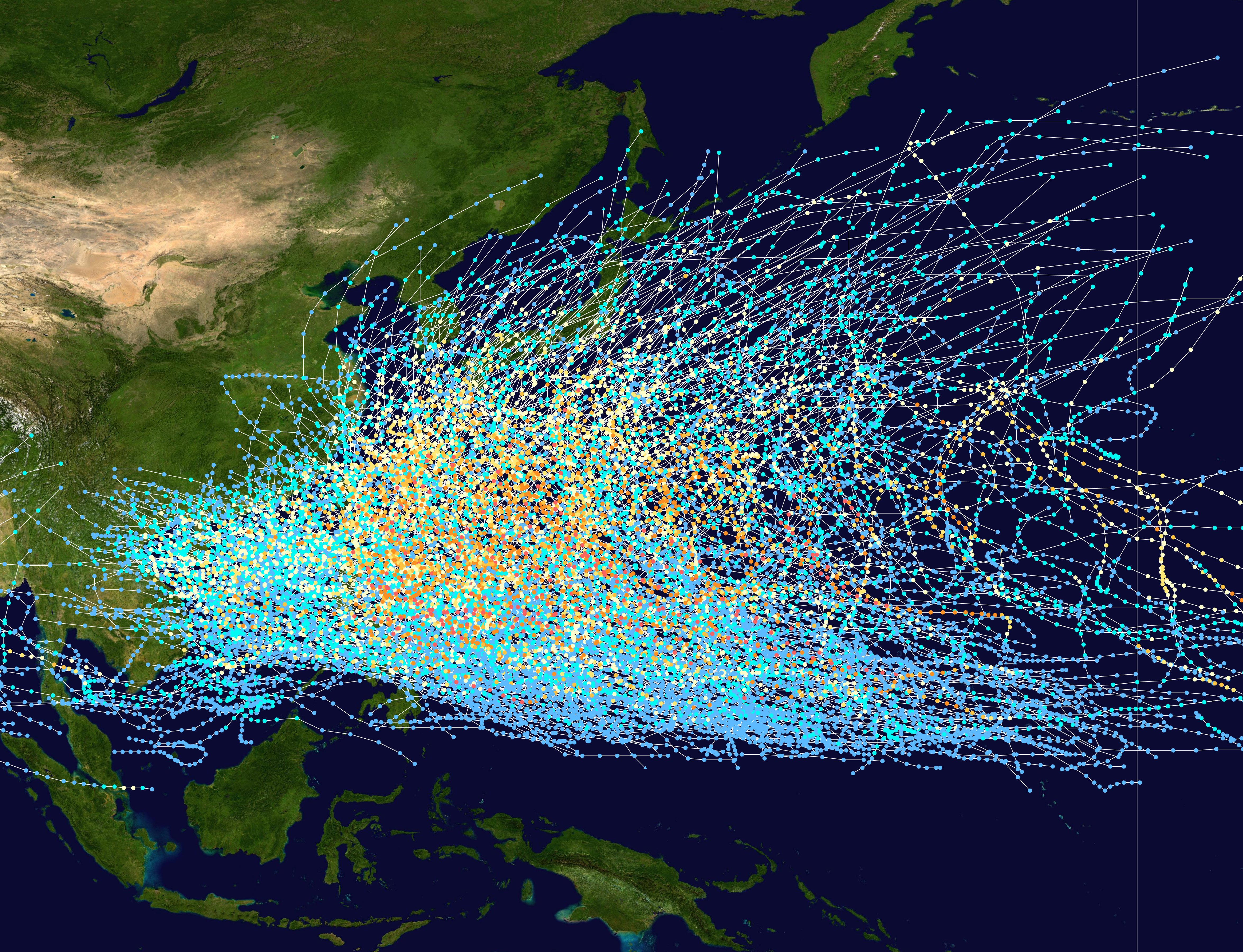
Сводная схема маршрутов тихоокеанских тайфунов в 1980—2005 годы
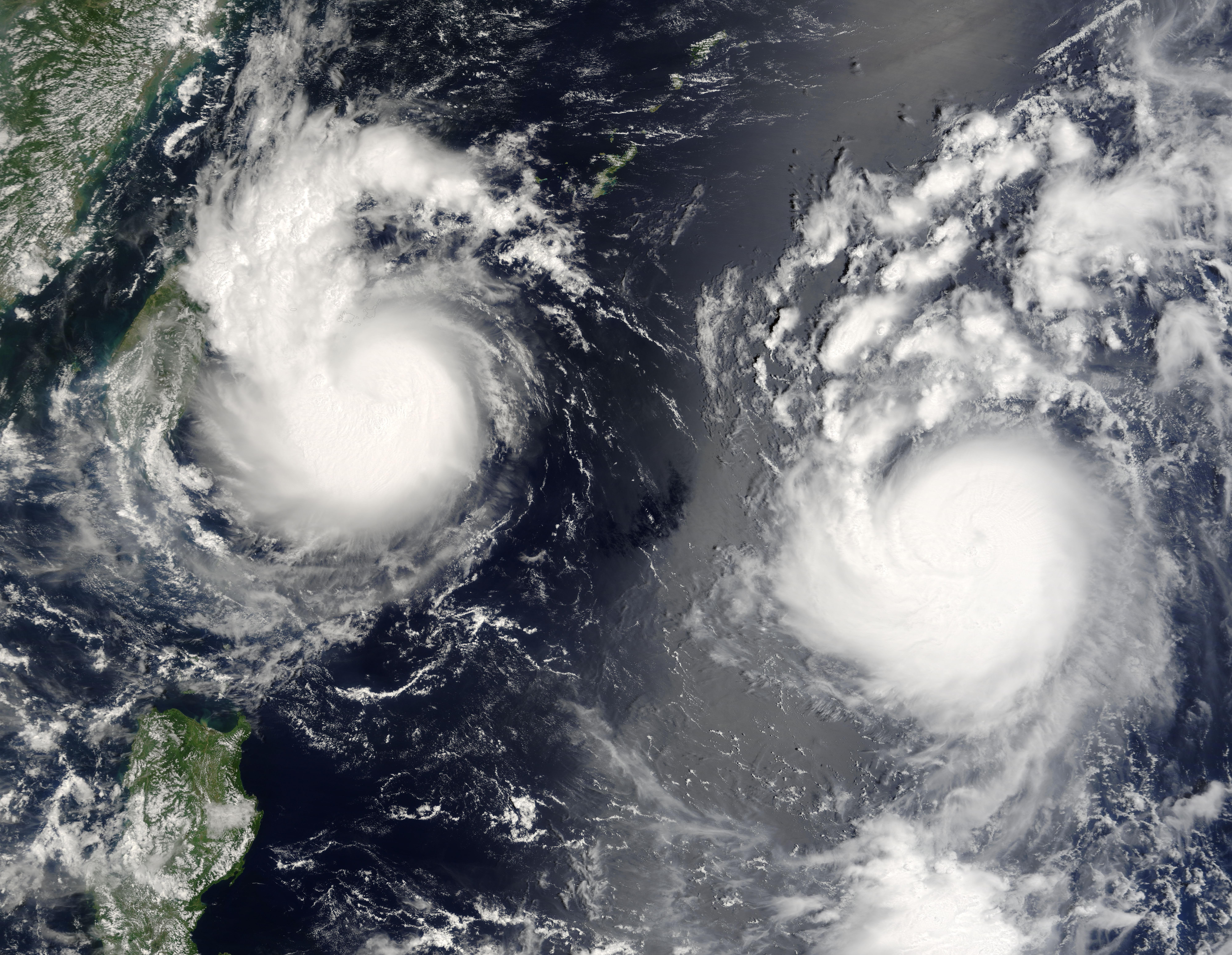
Тропические циклоны Саомай (справа) и Бопха, 8 августа 2006 года

### Климат
Климат Тихого океана формируется за счёт зонального распределения солнечной радиации и циркуляции атмосферы, а также мощного сезонного влияния Азиатского материка. В океане можно выделить почти все климатические зоны. В северной умеренной зоне в зимнее время барическим центром является Алеутский минимум давления, слабо выраженный в летнее время. Южнее располагается Северо-Тихоокеанский антициклон. Вдоль экватора отмечается Экваториальная депрессия (область пониженного давления), которая южнее сменяется Южно-Тихоокеанским антициклоном. Далее на юг давление вновь понижается и затем снова сменяется областью высокого давления над Антарктидой. В соответствии с расположением барических центров формируется направление ветра. В умеренных широтах северного полушария зимой преобладают сильные западные ветры, а летом — слабые южные. На северо-западе океана в зимнее время устанавливаются северные и северо-восточные муссонные ветры, которые летом сменяются южными муссонами. Циклоны, возникающие на полярных фронтах, определяют большую повторяемость штормовых ветров в умеренных и приполярных зонах (особенно в южном полушарии). В субтропиках и тропиках северного полушария господствуют северо-восточные пассаты. В экваториальной зоне круглый год наблюдается преимущественно штилевая погода. В тропической и субтропической зонах южного полушария господствует устойчивый юго-восточный пассат, сильный зимой и слабый летом. В тропиках зарождаются (главным образом летом) жестокие тропические ураганы, здесь называемые тайфунами. Обычно они возникают восточнее Филиппин, откуда движутся на северо-запад и север через Тайвань, Японию и затухают на подступах к Берингову морю. Другая область зарождения тайфунов — прибрежные районы Тихого океана, прилегающие к Центральной Америке. В сороковых широтах южного полушария наблюдаются сильные и постоянные западные ветры. В высоких широтах южного полушария ветры подчинены общей циклонической циркуляции, свойственной приантарктической области низкого давления.
Общей широтной зональности подчинено распределение температуры воздуха над океаном, но западная часть имеет более тёплый климат, чем восточная. В тропических и экваториальной зонах преобладают средние температуры воздуха от 27,5 °C до 25,5 °C. В летнее время изотерма 25 °C расширяется к северу в западной части океана и лишь в небольшой степени в восточной, а в южном полушарии сильно сдвигается на север. Проходя над огромными просторами океана, воздушные массы интенсивно насыщаются влагой. По обе стороны от экватора в приэкваториальной зоне отмечаются две узкие полосы максимума осадков, очерченные изогиетой 2000 мм, а вдоль экватора выражена относительно засушливая зона. В Тихом океане нет зоны сходимости северных пассатов с южными. Возникают две самостоятельные зоны с избыточным увлажнением и разделяющая их относительно засушливая зона. К востоку в экваториальной и тропической зонах количество осадков уменьшается. Наиболее засушливые области в северном полушарии прилегают к Калифорнии, в южном — к Перуанской и Чилийской котловинам (прибрежные районы получают менее 50 мм осадков в год).

### Гидрологический режим

#### Циркуляция поверхностных вод
Общую схему течений Тихого океана определяют закономерности общей циркуляции атмосферы. Северо-восточный пассат северного полушария способствует возникновению Северо-Пассатного течения, пересекающего океан от Центрально-американского побережья до Филиппинских островов. Далее течение разделяется на два рукава: один отклоняется к югу и частью питает Экваториальное противотечение, а частью растекается по бассейнам индонезийских морей. Северный рукав следует в Восточно-Китайское море и, выходя из него южнее острова Кюсю, даёт начало мощному тёплому течению Куросио. Это течение следует на север до Японского побережья, оказывая заметное влияние на климат японского побережья. У 40° с. ш. Куросио переходит в Северное Тихоокеанское течение, следующее на восток к побережью Орегона. Сталкиваясь с Северной Америкой, оно разделяется на северную ветвь тёплого Аляскинского течения (проходящего вдоль материка до полуострова Аляска) и южную — холодного Калифорнийского течения (вдоль Калифорнийского полуострова, вливаясь в Северо-Пассатное течение, замыкая круг). В южном полушарии Юго-восточный пассат формирует Южное Пассатное течение, которое пересекает Тихий океан от берегов Колумбии до Молуккских островов. Между островами Лайн и Туамоту оно образует ответвление, следующее в Коралловое море и далее на юг вдоль берега Австралии, образуя Восточно-Австралийское течение. Основные массы Южного Пассатного течения восточнее Молуккских островов сливаются с южной ветвью Северо-Пассатного течения и совместно образуют Экваториальное противотечение. Восточно-австралийское течение южнее Новой Зеландии вливается в мощное Антарктическое циркумполярное течение, идущее из Индийского океана, пересекающее Тихий океан с запада на восток. У южного окончания Южной Америки это течение ответвляется на север в виде Перуанского течения, которое в тропиках вливается в Южное Пассатное течение, замыкая южный круг течений. Другая ветвь течения Западных ветров огибает Южную Америку под названием течения мыса Горн и уходит в Атлантический океан. Важная роль в циркуляции вод Тихого океана принадлежит холодному подповерхностному течению Кромвелла, протекающему под Южным Пассатным течением от 154° з. д. до района Галапагосских островов. Летом в восточной экваториальной части океана наблюдается Эль-Ниньо, когда тёплое слабосолёное течение оттесняет холодное Перуанское течение от берегов Южной Америки. При этом прекращается поступление кислорода в подповерхностные слои, что приводит к гибели планктона, рыб и питающихся ими птиц, а на обычно засушливое побережье обрушиваются обильные дожди, вызывающие катастрофические наводнения.
| Приход | Количество воды в тыс. км³ в год | Расход | Количество воды в тыс. км³ в год |
| --- | -------------------------------- | --- | -------------------------------- |
| Из Индийского океана через разрез Австралия — Антарктида (147° в. д.) с течением Западных ветров (Антарктическим циркумполярным течением) | 5370                             | В Атлантический океан через пролив Дрейка с течением Западных Ветров (Антарктическим циркумполярным течением)                           | 3470                             |
| Из Атлантического океана через пролив Дрейка с Прибрежным антарктическим течением, глубинными и придонными водами                         | 210                              | В Индийский океан через разрез Австралия — Антарктида (147° в. д.) с Прибрежным антарктическим течением, глубинными и придонными водами | 2019                             |
| Осадки | 260                              | В Индийский океан через проливы индонезийских морей                                                                                     | 67                               |
| Речной сток | 14                               | В Северный Ледовитый океан через Берингов пролив                                                                                        | 30                               |
| Подземный сток | 1                                | Испарение | 270                              |
| Поступление от таяния антарктических льдов                                                                                                | 1                                | |                                  |
| Всего | 5856                             | Всего | 5856                             |

#### Солёность, льдообразование
Максимальную солёность имеют тропические зоны (максимально до 35,5—35,6 ‰), где интенсивность испарений сочетается со сравнительно небольшим количеством осадков. К востоку под влиянием холодных течений солёность понижается. Большое количество осадков также понижает солёность, особенно на экваторе и в зонах западной циркуляции умеренных и субполярных широт.
Лёд на юге Тихого океана образуется в приантарктических районах, а на севере — только в Беринговом, Охотском и частично в Японском морях. С берегов южной Аляски сбрасывается некоторое количество льдов в виде айсбергов, которые в марте — апреле достигают 48—42° с. ш. Северные моря, особенно Берингово, поставляют почти всю массу плавучих льдов в северных районах океана. В антарктических водах граница паковых льдов доходит до 60—63° ю. ш., айсберги распространяются далеко на север, вплоть до 45° ю. ш.

#### Водные массы
В Тихом океане выделяют поверхностную, подповерхностную, промежуточную, глубинную и донную водные массы. Поверхностная водная масса имеет мощность 35—100 м и отличается относительной выравненностью температур, солёности и плотности, что особенно характерно для тропических вод, изменчивостью характеристик, обусловленной сезонностью климатических явлений. Эта водная масса определяется теплообменом на поверхности океана, соотношением осадков и испарения и интенсивным перемешиванием. То же, но в меньшей степени, относится к подповерхностным водным массам. В субтропиках и холодных широтах эти водные массы полгода являются поверхностными, а полгода оказываются подповерхностными. В разных климатических зонах их граница с промежуточными водами колеблется между 220 и 600 м. Подповерхностные воды отличаются повышенной солёностью и плотностью, при температуре от 13—18 °C (в тропиках и субтропиках) до 6—13 °C (в умеренной зоне). Подповерхностные воды в тёплом климате образуются путём опускания более солёных поверхностных вод.
Промежуточные водные массы умеренных и высоких широт имеют температуру 3—5 °C и солёность 33,8—34,7 ‰. Нижняя граница промежуточных масс находится на глубине от 900 до 1700 м. Глубинные водные массы образуются в результате погружения охлаждённых вод в приантарктических водах и водах Берингова моря и последующего их растекания по котловинам. Донные массы воды находятся на глубинах более 2500—3000 м. Они характеризуются пониженной температурой (1—2 °C) и однообразием солёности (34,6—34,7 ‰). Эти воды формируются на антарктическом шельфе в условиях сильного выхолаживания. Постепенно они растекаются по дну, заполняют все впадины и проникают через поперечные проходы в срединно-океанических хребтах в Южную и Перуанскую, а затем и в северные котловины. По сравнению с донными водами других океанов и южной части Тихого океана, донные водные массы северных котловин Тихого океана отличаются пониженным содержанием растворённого кислорода. Донные воды вместе с глубинными водами составляют 75 % всего объёма вод Тихого океана.

## Флора и фауна
- См. также: категория «Фауна Тихого океана»

На долю Тихого океана приходится более 50 % всей биомассы Мирового океана. Жизнь в океане представлена обильно и разнообразно, особенно в тропической и субтропической зонах между побережьями Азии и Австралии, где огромные территории заняты коралловыми рифами и мангровыми зарослями. Фитопланктон Тихого океана в основном состоит из микроскопических одноклеточных водорослей, насчитывающих около 1300 видов. Около половины видов относятся к перидинеям и несколько меньше — к диатомеям. В мелководных районах и в зонах апвеллинга сосредоточена большая часть растительности. Донная растительность Тихого океана насчитывает около 4 тысяч видов водорослей и до 29 видов цветковых растений. В умеренных и холодных регионах Тихого океана массово распространены бурые водоросли, особенно из группы ламинариевых, причём в южном полушарии встречаются гиганты из этого семейства длиной до 200 м. В тропиках особенно распространены фукусовые, крупные зелёные и известные красные водоросли, которые наряду с коралловыми полипами являются рифообразующими организмами.

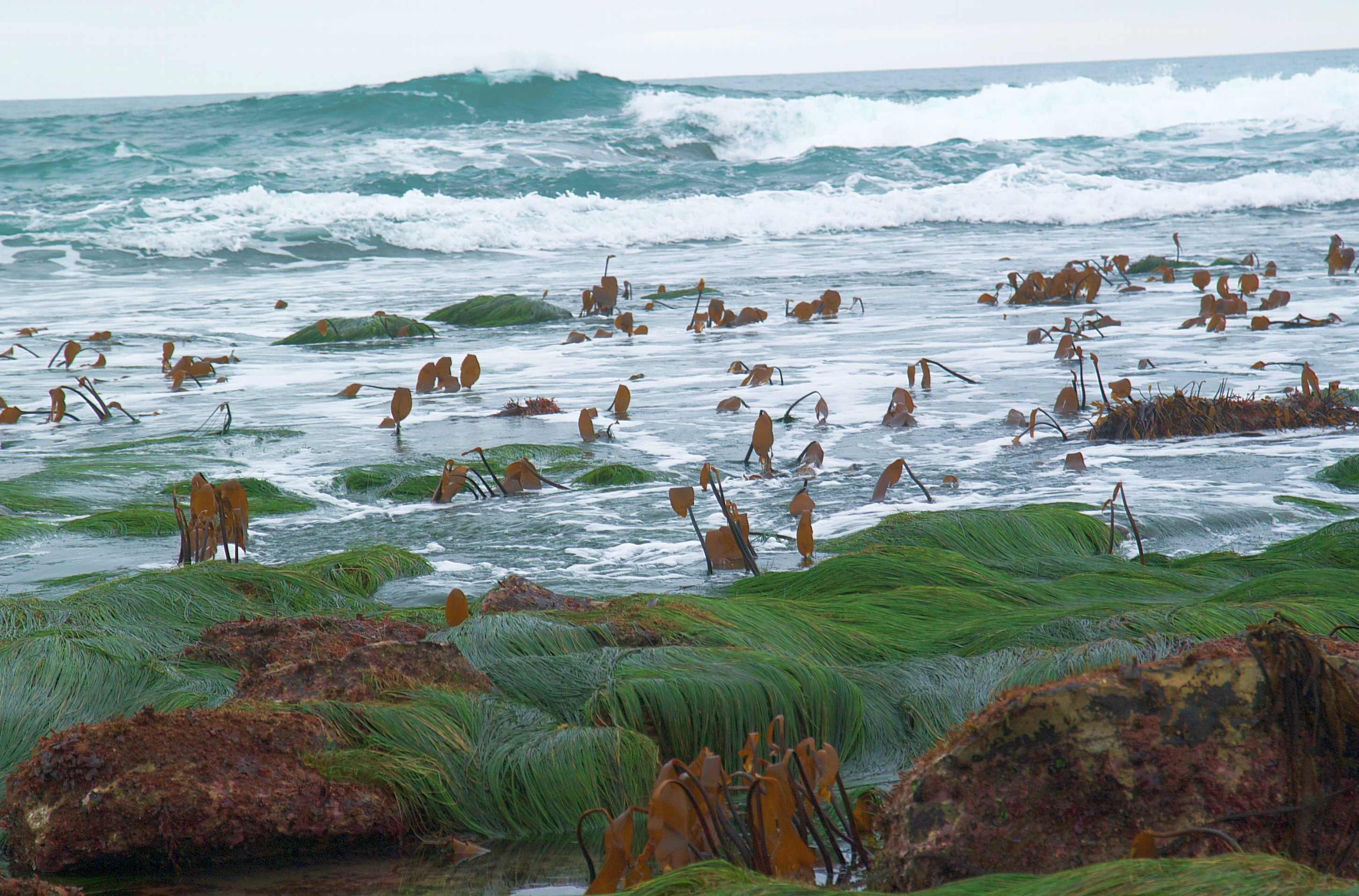
Заросли ламинарии на мелководье. Побережье Калифорнии, США
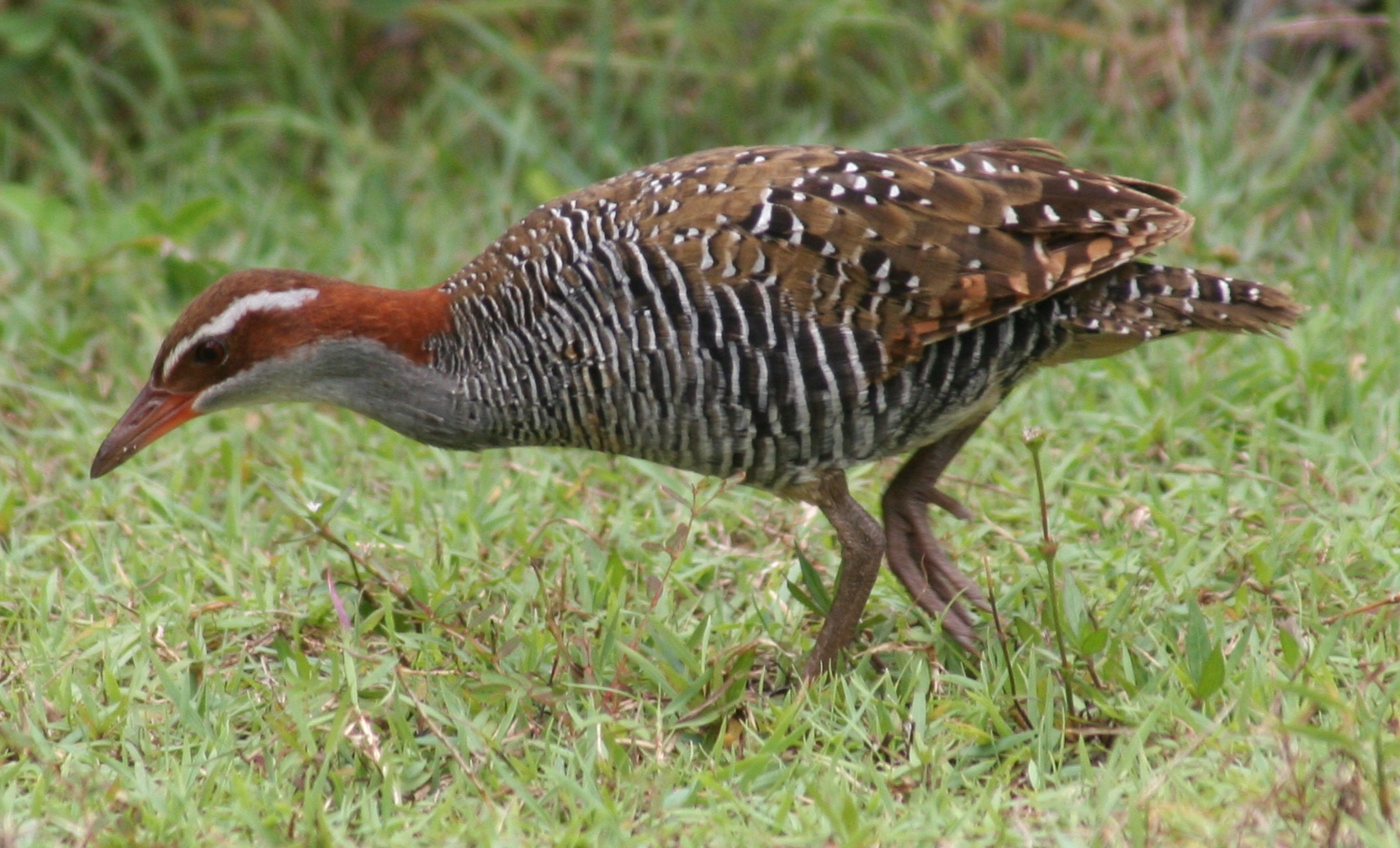
Полосатый пастушок, остров Тонга
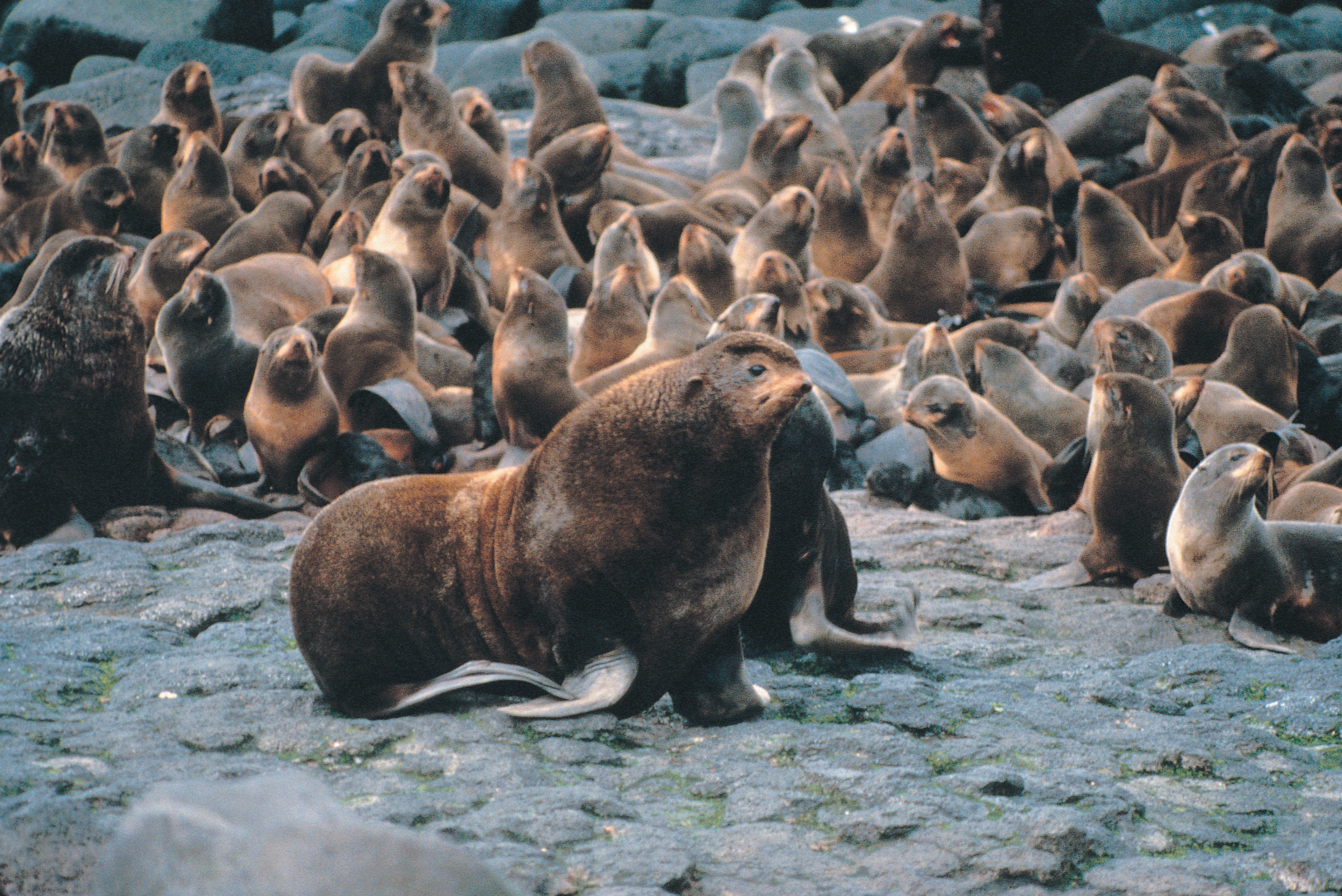
Колония морских котиков на Аляске
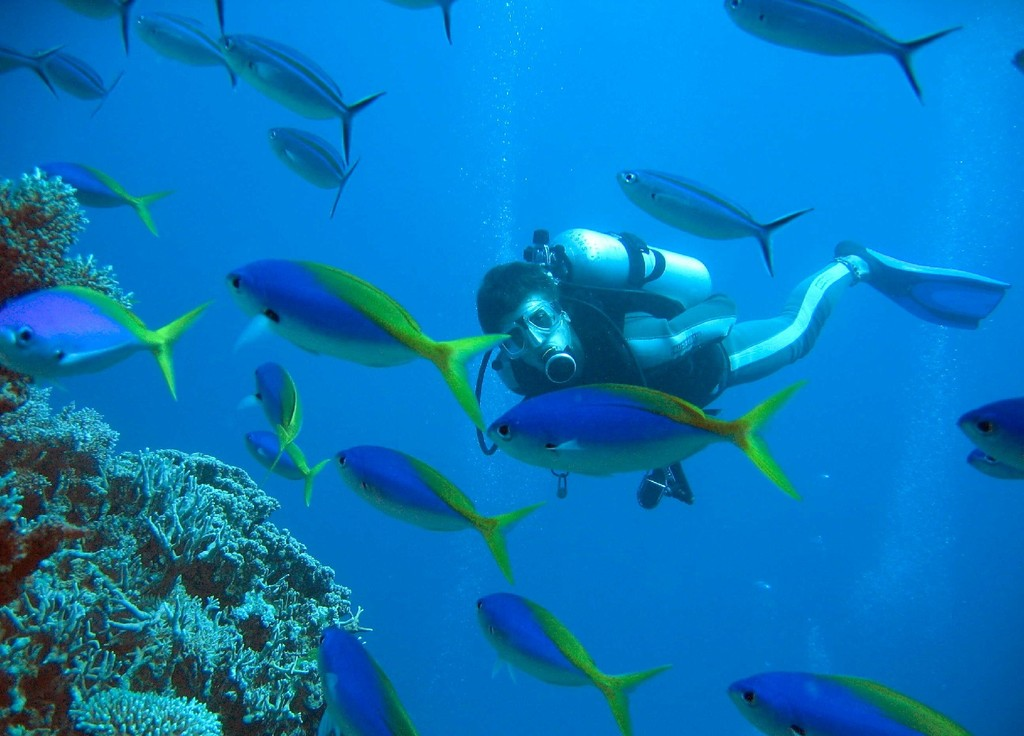
Кораллы Большого Барьерного рифа, Австралия

Животный мир Тихого океана по видовому составу в 3—4 раза богаче, чем в других океанах, особенно в тропических водах. В индонезийских морях известно более 2 тысяч видов рыб, в северных морях их насчитывается лишь около 300. В тропической зоне океана насчитывается более 6 тысяч видов моллюсков, а в Беринговом море их около 200. Для фауны Тихого океана характерными особенностями являются древность многих систематических групп и эндемизм. Здесь обитают большое количество древних видов морских ежей, примитивные роды мечехвостов, некоторые очень древние рыбы, не сохранившиеся в других океанах (например, иордания, гильбертидия); 95 % всех видов лососёвых обитают в Тихом океане. Эндемичные виды млекопитающих: дюгонь, морской котик, сивуч, калан. Для многих видов фауны Тихого океана свойственен гигантизм. В северной части океана известны гигантские мидии и устрицы, в экваториальной зоне обитает самый крупный двустворчатый моллюск тридакна, масса которого достигает 300 кг. В Тихом океане наиболее ярко представлена ультраабиссальная фауна. В условиях огромного давления, низкой температуры воды на глубине более 8,5 км обитает около 45 видов, из которых более 71 % эндемики. Среди этих видов преобладают голотурии, ведущие очень малоподвижный образ жизни и способные пропускать через желудочно-кишечный тракт огромное количество грунта, единственного источника питания на этих глубинах.

## Экологические проблемы

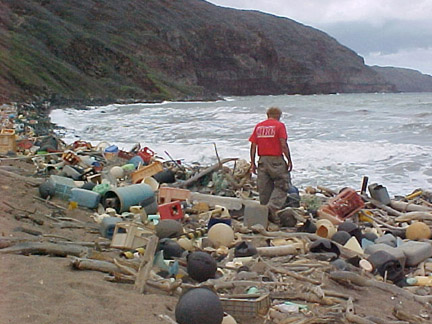
Морской мусор на гавайском пляже

Хозяйственная деятельность человека в Тихом океане привела к загрязнению его вод, к истощению биологических богатств. Так, к концу XVIII века были полностью истреблены морские коровы в Беринговом море. В начале XX века на грани исчезновения находились северные морские котики и некоторые виды китов, сейчас их промысел ограничен. Большую опасность в океане представляет загрязнение вод нефтью и нефтепродуктами (основными загрязнителями), некоторыми тяжёлыми металлами и отходами атомной промышленности. Вредные вещества разносятся течениями по всему океану. Даже у берегов Антарктиды в составе морских организмов обнаружены эти вещества. Десять штатов США постоянно сбрасывают свои отходы в море. В 1980 году подобным способом было уничтожено более 160 000 тонн отходов, с тех пор данная цифра уменьшилась.
В северной части Тихого океана образовалось Большое тихоокеанское мусорное пятно из пластика и других отходов, сформированное океаническими течениями, постепенно концентрирующими в одной области выброшенный в океан мусор благодаря Северо-Тихоокеанской системе течений. Это пятно тянется через северную часть Тихого океана от точки примерно в 500 морских милях от побережья Калифорнии мимо Гавайев и едва не достигает Японии. Большая часть данного мусора, предположительно, возникла из прибрежных вод Северной Америки и Японии, а также из того, что выбрасывают с палуб проходящих кораблей. В 2001 году масса мусорного острова составляла более 3,5 миллиона тонн, а площадь — более 1 млн км², что по массе превышало массу зоопланктона в шесть раз. Каждые 10 лет площадь свалки на порядок увеличивается. По сообщениям журнала Scientific Reports в 2018 году размер пятна достиг 1,6 миллиона квадратных км. Его общая масса составляет от 45 до 129 тысяч тонн и состоит из 1.1-3,6 триллионов отдельных элементов. В основном мусор состоит из пластика, почти половина — это рыболовные сети.

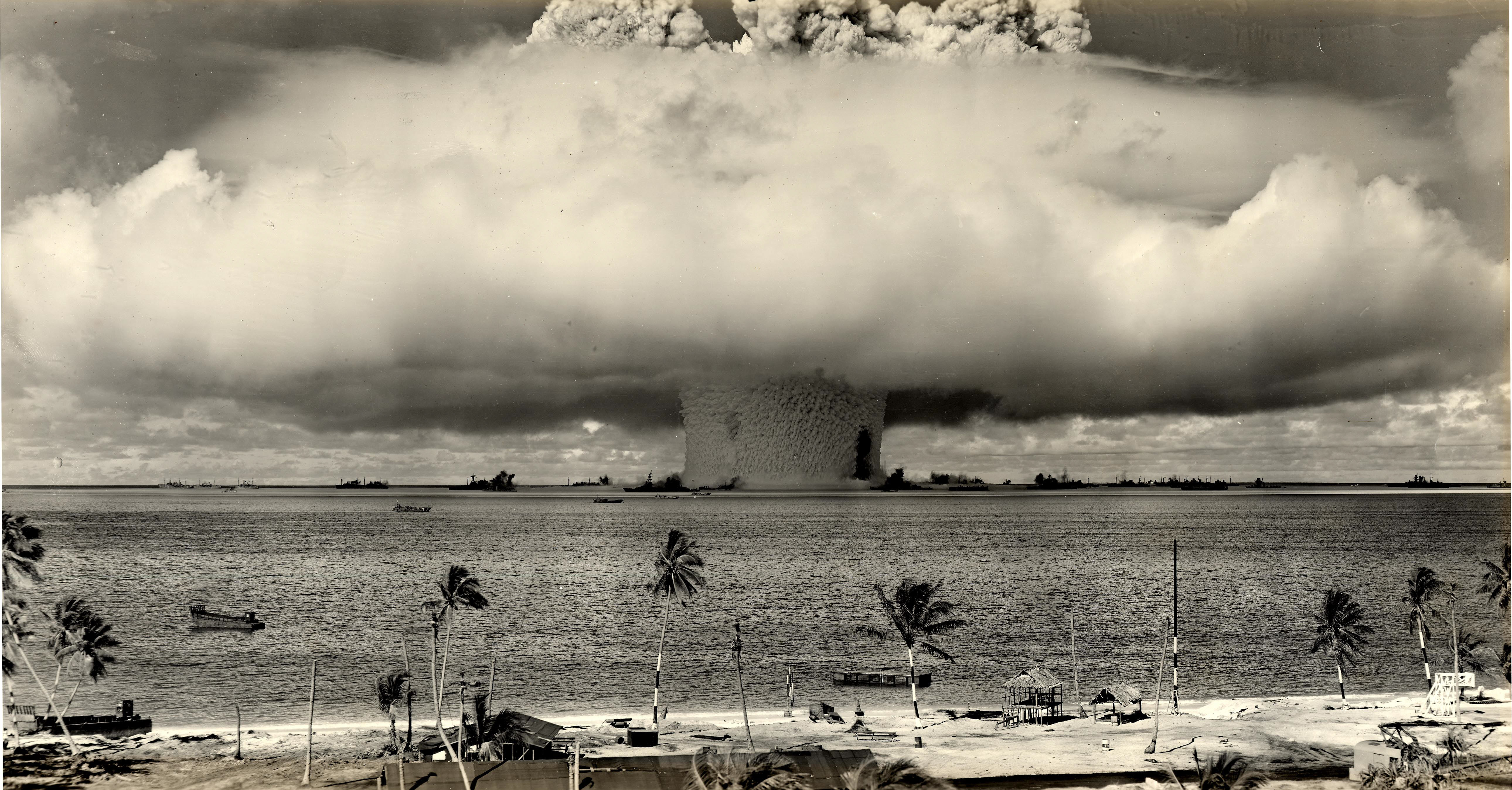
Ядерное испытание на атолле Бикини 24 июля 1946 года

6 и 9 августа 1945 года Вооружёнными силами США были осуществлены атомные бомбардировки японских городов Хиросима и Нагасаки — единственные в истории человечества два примера боевого использования ядерного оружия. Общее количество погибших составило от 90 до 166 тысяч человек в Хиросиме и от 60 до 80 тысяч человек — в Нагасаки. С 1946 по 1958 года на атоллах Бикини и Эниветок (Маршалловы Острова) Соединённые Штаты Америки производили ядерные испытания. Всего было произведено 67 взрывов атомных и водородных бомб. 1 марта 1954 года во время надводного испытания водородной бомбы мощностью 15 мегатонн от взрыва получился кратер 2 км в диаметре и глубиной 75 м, грибовидное облако высотой 15 км и диаметром 20 км. В результате атолл Бикини был разрушен, а территория подверглась крупнейшему в истории США радиоактивному заражению и облучению местных жителей. В 1957—1958 годы Великобритания произвела 9 атмосферных ядерных испытаний на атоллах Рождества и Молден (Острова Лайн) в Полинезии. В 1966—1996 годы Франция произвела 193 ядерных испытания (в том числе 46 в атмосфере, 147 под землёй) на атоллах Муруроа и Фангатауфа (архипелаг Туамоту) во Французской Полинезии.
23 марта 1989 года у берегов Аляски произошла авария танкера «Эксон Валдиз», принадлежавшего компании ExxonMobil (США). В результате катастрофы около 260 тысяч баррелей нефти вылилось в море, образовав пятно в 28 тысяч км². Было загрязнено нефтью около двух тысяч километров береговой линии. Эта авария считалась самой крупной экологической катастрофой, которая когда-либо происходила на море (вплоть до аварии буровой установки DH в Мексиканском заливе 20 апреля 2010 года).

## Государства побережья Тихого океана
Государства вдоль границ Тихого океана (по часовой стрелке): Австралия, Папуа — Новая Гвинея, Индонезия, Восточный Тимор, Малайзия, Сингапур, Бруней, Филиппины, Таиланд, Камбоджа, Вьетнам, Китайская Народная Республика, Республика Корея, Корейская Народно-Демократическая Республика, Япония, Россия, Соединённые Штаты Америки, Канада, Мексика, Гватемала, Сальвадор, Гондурас, Никарагуа, Коста-Рика, Панама, Колумбия, Эквадор, Перу, Чили.
Непосредственно на океанских просторах находятся островные государства и владения государств, не входящих в регион, образующие Океанию:
- Меланезия: Вануату, Новая Каледония (Франция), Папуа — Новая Гвинея, Соломоновы Острова, Фиджи;
- Микронезия: Гуам (США), Кирибати, Маршалловы Острова, Науру, Палау, Северные Марианские Острова (США), Атолл Уэйк (США), Федеративные Штаты Микронезии;
- Полинезия: Гавайи (штат США), Восточное Самоа (США), Новая Зеландия, Самоа, Тонга, Тувалу, Питкерн (Великобритания), Уоллис и Футуна (Франция), Французская Полинезия (Франция).

## История исследования
Изучение и освоение Тихого океана начались задолго до появления письменной истории человечества. Для плавания по океану использовались джонки, катамараны и простые плоты. Экспедиция 1947 года на плоту из бальсовых брёвен «Кон-Тики» под руководством норвежца Тура Хейердала доказала возможность пересечения Тихого океана в западном направлении из центральной части Южной Америки к островам Полинезии. Китайские джонки совершали походы вдоль берегов океана в Индийский океан (например, семь путешествий Чжэн Хэ в 1405—1433 годах).

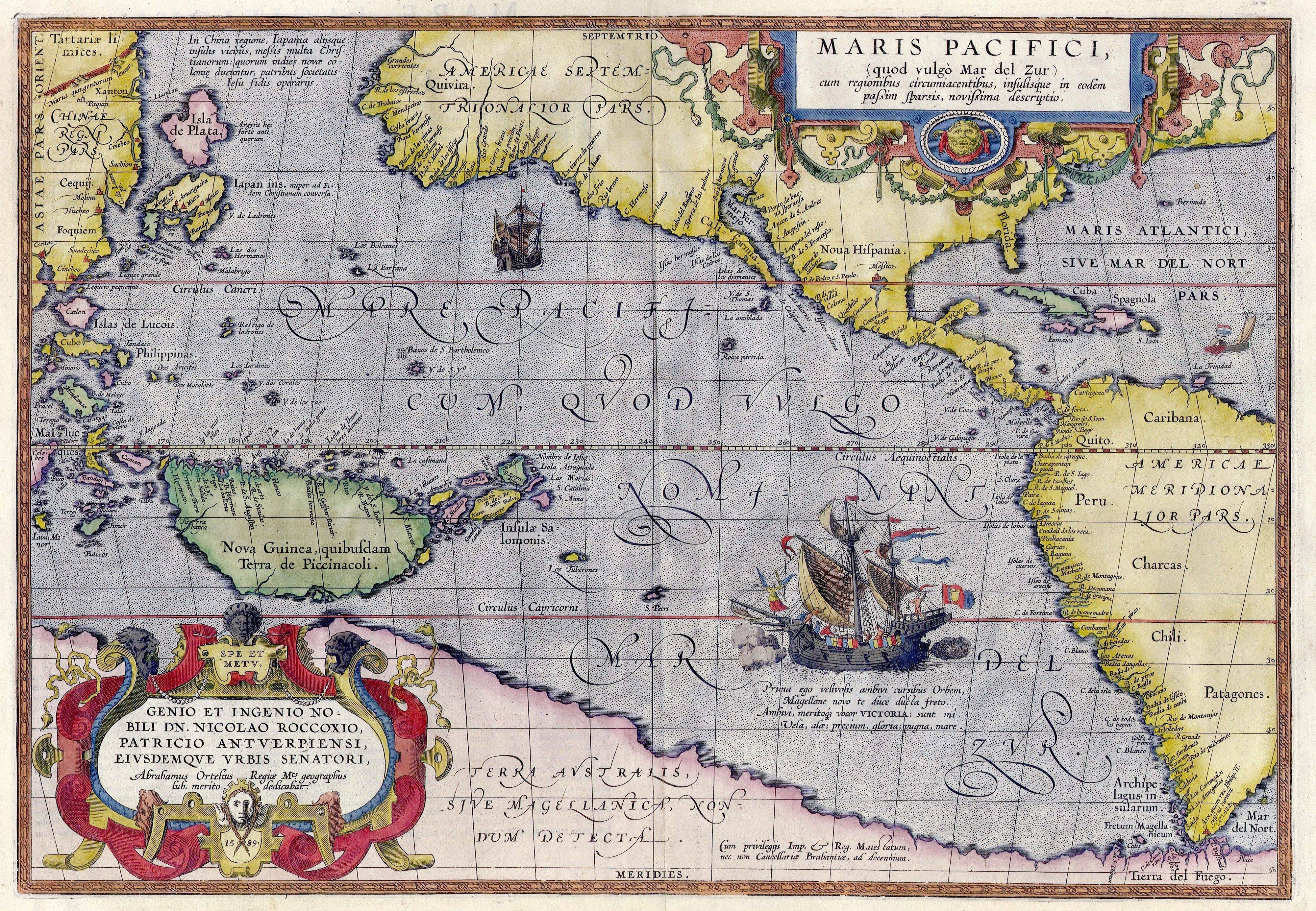
Абрахам Ортелиус. MARIS PACIFICI, (quod vulgo Mar del Zur) cum regionibus circumiacentibus … novissima descriotio, 1589.
Из «Зрелища Круга Земного».

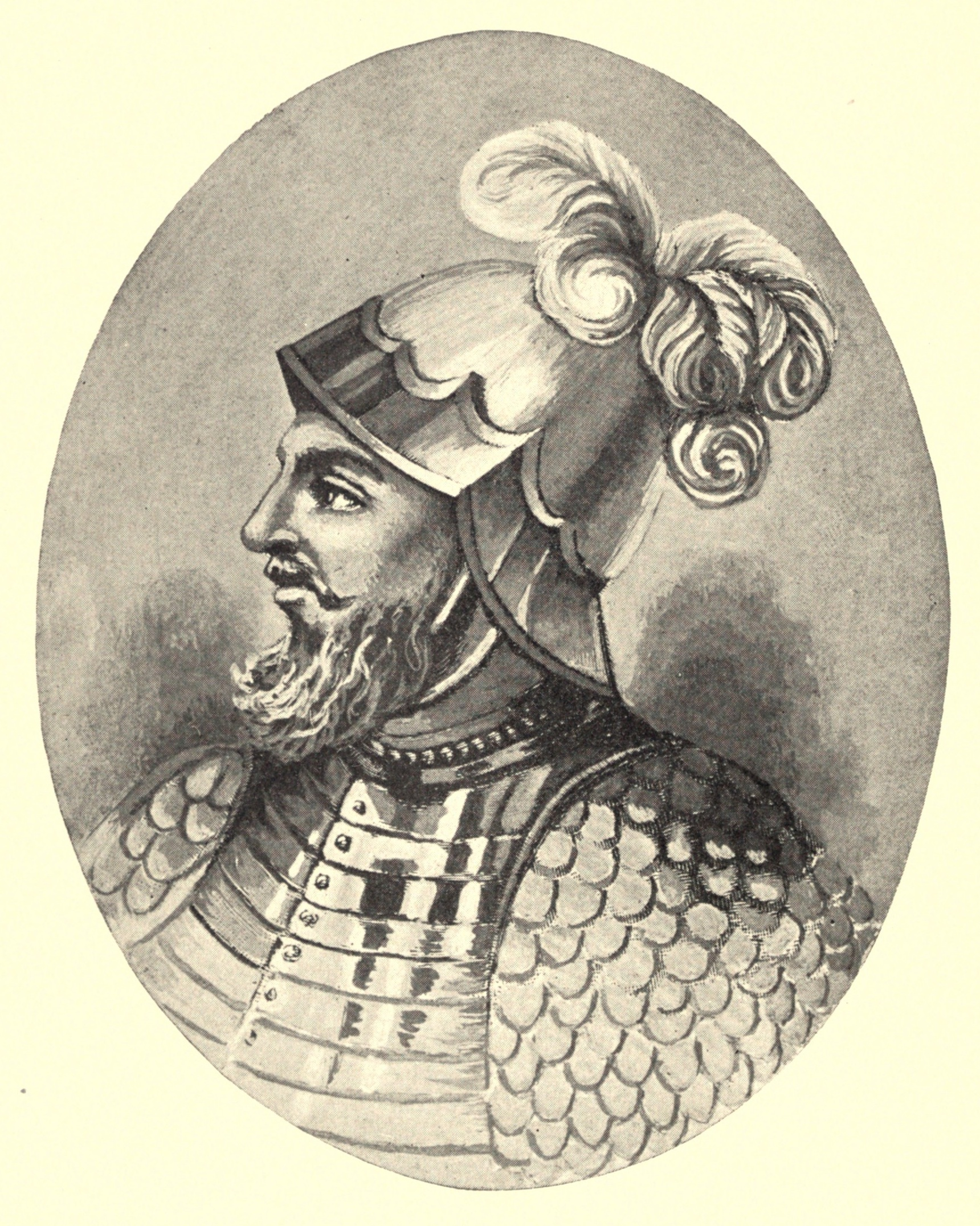
Нуньес де Бальбоа

Первыми надёжно задокументированными путешествиями европейцев по западным окраинам Тихого океана являются плавания Антониу де Абреу и Франсишку Серрана от полуострова Малакки к Молуккским островам в 1512 году (хотя и до них по западным морям Тихого океана скорее всего плавали средневековые европейские путешественники, например, Джованни Монтекорвино). Первым европейцем, увидевшим Тихий океан с восточного берега, был испанский конкистадор Васко Нуньес де Бальбоа, который в 1513 году с одной из вершин горного кряжа на Панамском перешейке «в безмолвии» узрел расстилающуюся к югу безбрежную водную гладь Тихого океана и окрестил его Южным морем.
Осенью 1520 года португальский мореплаватель Фернан Магеллан обогнул Южную Америку, преодолев пролив, после чего увидел новые водные просторы. За время дальнейшего перехода от Огненной Земли до Филиппинских островов, занявшего более трёх месяцев, экспедиция не столкнулась ни с одной бурей, очевидно, поэтому Магеллан назвал океан Тихим. Первая гравированная географическая карта Тихого океана была составленная Абрахамом Ортелиусом и была опубликована им в первом географическом атласе мира издания 1590 года. В результате экспедиции 1642—1644 годов под командованием Тасмана было установлено, что Австралия является отдельным материком.
Активное исследование океана началось в XVIII веке. Ведущие государства Европы начали посылать в Тихий океан научно-исследовательские экспедиции, возглавляемые мореплавателями: англичанином Джеймсом Куком (исследование Австралии и Новой Зеландии, открытие многих островов, в том числе Гавайев), французами Луи Антуаном Бугенвилем (исследование островов Океании) и Жаном-Франсуа Лаперузом, итальянцем Алессандро Маласпина (картографировал всё западное побережье Южной и Северной Америки от мыса Горн до залива Аляска). Северную часть океана исследовали русские землепроходцы С. И. Дежнёв (открытие пролива между Евразией и Северной Америкой), В. Беринг (исследование северных берегов океана) и А. И. Чириков (исследование северо-западного побережья Северной Америки, северной части Тихого океана и северо-восточного побережья Азии). За период с 1803 по 1864 годы русскими моряками было совершено 45 кругосветных и полукругосветных плаваний, в результате которых русский военный и коммерческий флот освоил морской путь из Балтийского моря в Тихий океан и попутно открыл несколько островов в океане. Например, во время кругосветной экспедиции 1819—1821 годов под руководством Ф. Ф. Беллинсгаузена и М. П. Лазарева, во время которой люди впервые увидели шельфовые льды Антарктиды, были также открыты несколько островов Тихого океана.
С 1872 по 1876 годы проходила первая научная океаническая экспедиция на английском парусно-паровом корвете «Челленджер», были получены новые данные о составе вод океана, о растительном и животном мирах, о рельефе дна и грунтах, составлена первая карта глубин океана и собрана первая коллекция глубоководных животных. Кругосветная экспедиция на российском парусно-винтовом корвете «Витязь» 1886—1889 годов под руководством учёного-океанографа С. О. Макарова подробно исследовала северную часть Тихого океана. Результаты этой экспедиции и всех предшествующих русских и иностранных экспедиций, многих кругосветных путешествий Макаров тщательно изучил и впервые сделал вывод о круговом вращении и направлении против часовой стрелки поверхностных течений в Тихом океане. Результатом американской экспедиции 1883—1905 годов на судне «Альбатрос» были открытия новых видов живых организмов и закономерностей их развития. Большой вклад в исследование Тихого океана внесла германская экспедиция на судне «Планет» (1906—1907) и американская океанографическая экспедиция на немагнитной шхуне «Карнеги» (1928—1929) под руководством норвежца X. У. Свердрупа. В 1949 году было спущено на воду новое советское научно-исследовательское судно «Витязь» под флагом АН СССР. До 1979 года судно совершило 65 научных рейсов, в результате которых было закрыто множество «белых пятен» на картах подводного рельефа Тихого океана (в частности, измерена максимальная глубина в Марианской впадине). В это же время велись исследования экспедициями Великобритании — «Челленджер II» (1950—1952), Швеции — «Альбатрос III» (1947—1948), Дании — «Галатея» (1950—1952) и многих других, принёсшие много новых сведений о рельефе дна океана, донных отложениях, жизни в океане, физических характеристиках его вод. В рамках Международного геофизического года (1957—1958) международными силами (особенно США и СССР) были проведены исследования, в результате которых составлены новые батиметрические и морские навигационные карты Тихого океана. С 1968 года на американском судне «Гломар Челленджер» проводились регулярные глубоководные бурения, работы по перемещению водных масс на больших глубинах, биологические исследования. 23 января 1960 года совершено первое погружение человека на дно самой глубокой впадины Мирового океана — Марианской. На исследовательском батискафе «Триест» туда опустились лейтенант ВМС США Дон Уолш и исследователь Жак Пикар. 26 марта 2012 года американский режиссёр Джеймс Кэмерон на глубоководном аппарате «Deepsea Challenger» совершил первое одиночное и второе в истории погружение на дно Марианской впадины. Аппарат пробыл на дне впадины около шести часов, в течение которых были собраны образцы подводного грунта, растений и живых организмов. Отснятые Кэмероном кадры лягут в основу научно-документального фильма канала «National Geographic».
В 1966—1974 годах в свет вышла монография «Тихий океан» в 13 томах, изданная Институтом океанографии АН СССР. В 1973 году во Владивостоке был создан Тихоокеанский океанологический институт им. В. И. Ильичёва, силами которого были проведены обширные исследования дальневосточных морей и открытого пространства Тихого океана. В последние десятилетия проводились многочисленные измерения океана с космических спутников. Результатом явился выпущенный в 1994 году Американским Национальным Центром геофизических данных батиметрический атлас океанов с разрешением карт 3—4 км и точностью глубины ±100 м.

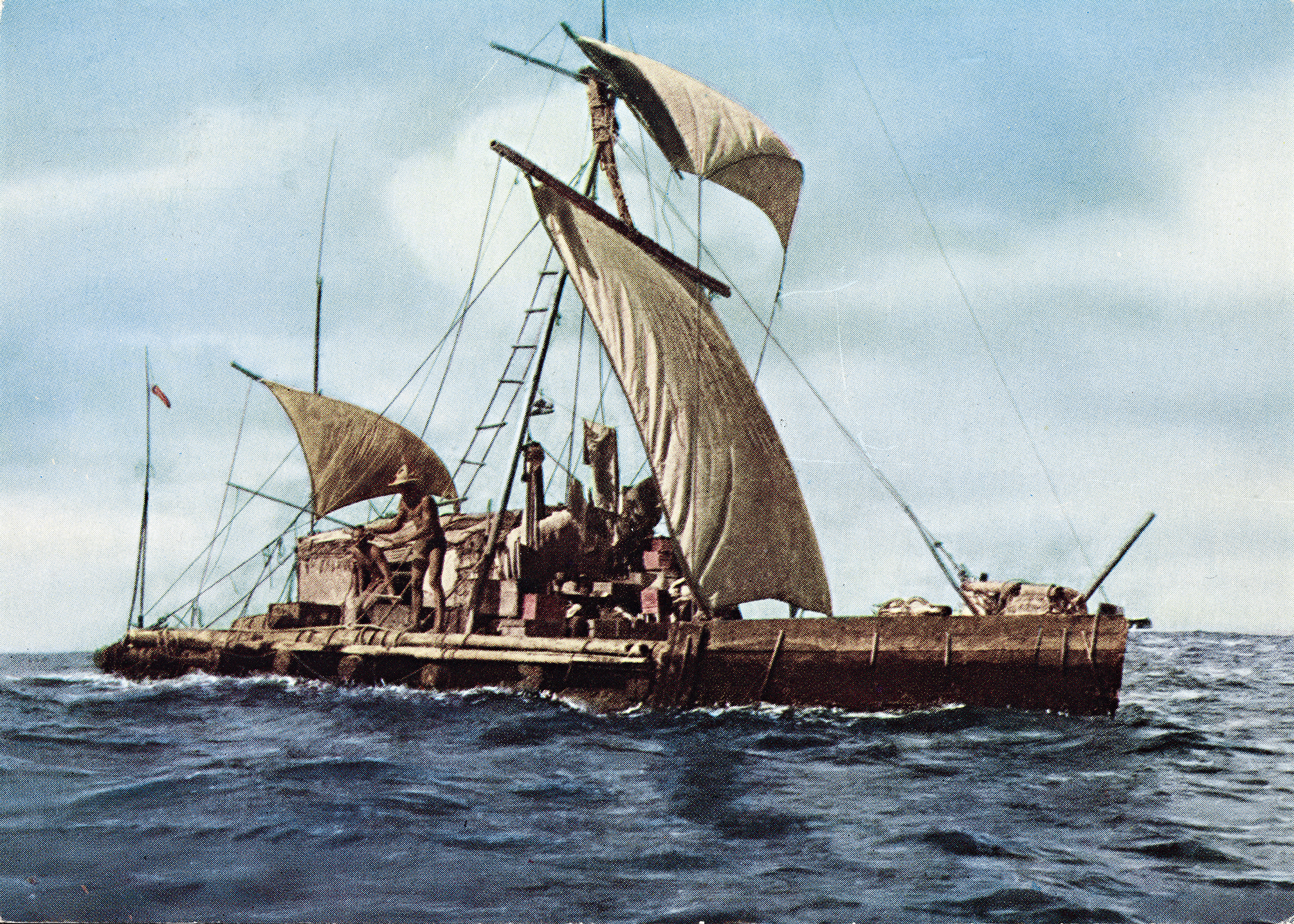
Плот Кон-Тики. Фото 1947 года
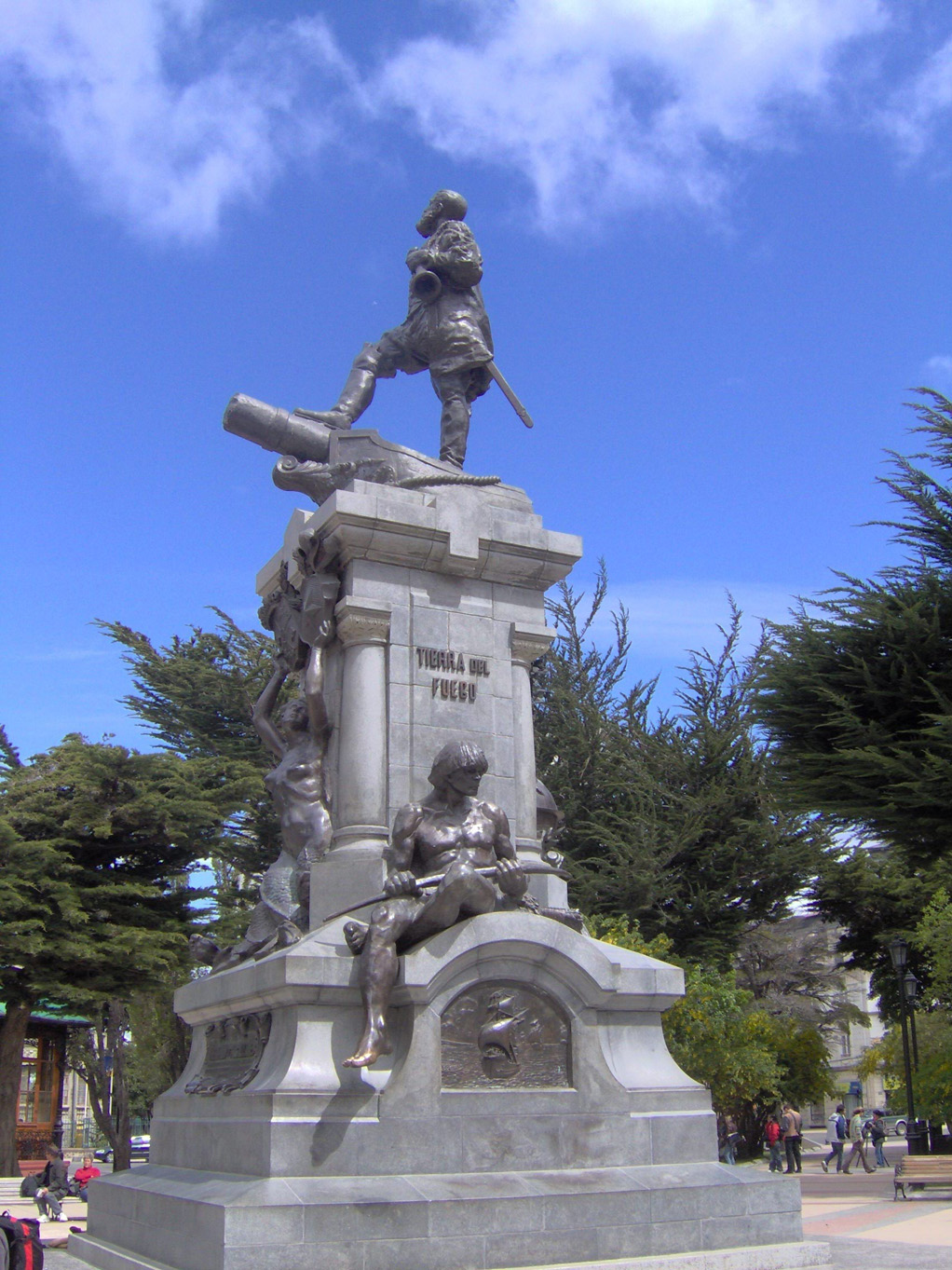
Памятник Магеллану в Пунта-Аренас, Чили. Магеллан стоит лицом к Магелланову проливу
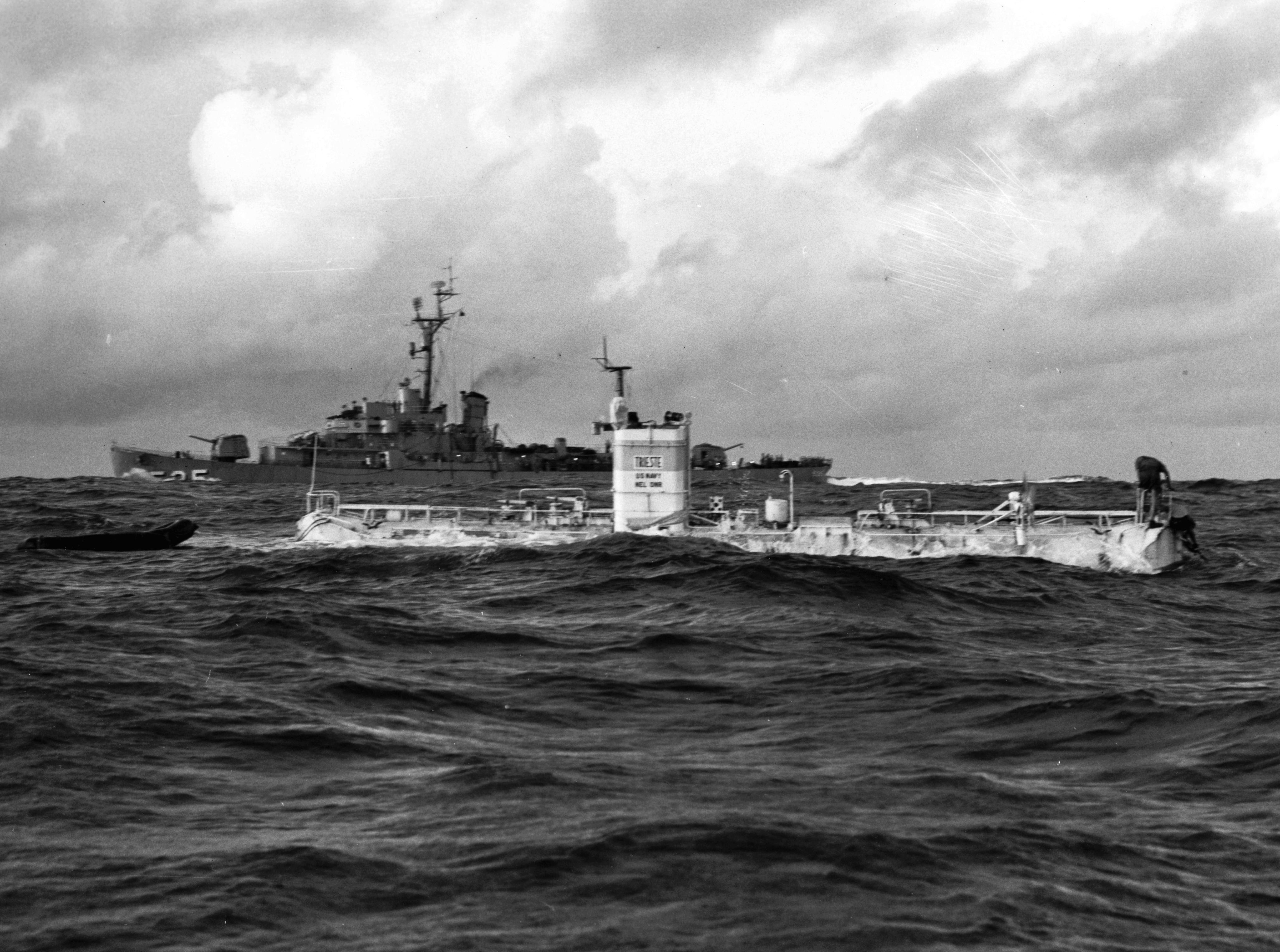
Батискаф «Триест» перед погружением, 23 января 1960 года
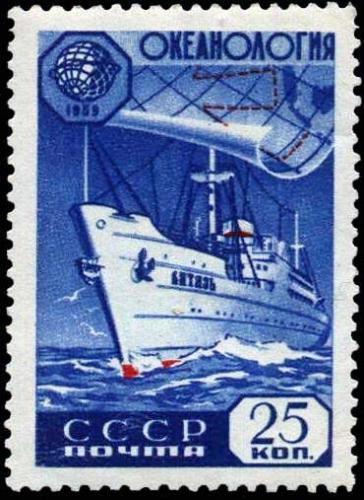
Почтовая марка СССР. 1959 год. Советское научно-исследовательское судно «Витязь»

## Экономическое значение
В настоящее время побережье и острова Тихого океана освоены и заселены крайне неравномерно. Наиболее крупными центрами промышленного освоения являются побережье США (от района Лос-Анджелеса до района Сан-Франциско), побережье Японии и Южной Кореи. Значительна роль океана в экономической жизни Австралии и Новой Зеландии. Южная часть Тихого океана является «кладбищем» космических кораблей. Здесь, вдали от судоходных маршрутов, затапливаются вышедшие из эксплуатации космические объекты.

### Рыболовство и морские промыслы
Наибольшее промысловое значение имеют умеренные и тропические широты Тихого океана. На акваторию Тихого океана приходится около 60 % мирового улова рыбы. Среди них лососёвые (горбуша, кета, кижуч, сима), сельдеобразные (анчоусы, сельдь, сардина), тресковые (треска, минтай), скумбриевые (скумбрия, тунцы), камбаловые (камбалы). Ведётся добыча млекопитающих: кашалот, полосатики, морской котик, калан, морж, сивуч; беспозвоночных: крабы, креветки, устрицы, морской гребешок, головоногие моллюски. Добывают ряд растений (ламинария (морская капуста), анфельция (агаронос), морская трава (взморник и филлоспадикс), перерабатываемых в пищевой промышленности и для медицины. Наиболее результативный промысел осуществляется в Западно-центральной и Северо-западной частях Тихого океана. Наиболее крупные промысловые державы Тихого океана: Япония (Токио, Нагасаки, Симоносеки), Китай (архипелаг Чжоушань, Яньтай, Циндао, Далянь), Российская Федерация (Приморье, Сахалин, Камчатка), Перу, Таиланд, Индонезия, Филиппины, Чили, Вьетнам, Южная Корея, КНДР, Австралийский Союз, Новая Зеландия, США.

### Транспортные пути
Через Тихий океан пролегают важные морские и воздушные коммуникации между странами тихоокеанского бассейна и транзитные пути между странами Атлантического и Индийского океанов. Важнейшие океанские пути ведут из Канады и США на Тайвань, в Китай и Филиппины. Основные судоходные проливы Тихого океана: Берингов, Татарский, Лаперуза, Корейский, Тайваньский, Сингапурский, Малаккский, Сангарский, Бассов, Торресов, Кука, Магелланов. Тихий океан соединён с Атлантическим океаном искусственным Панамским каналом, прорытым между Северной и Южной Америками по Панамскому перешейку. Крупные порты: Владивосток (генеральные грузы, нефтепродукты, рыба и морепродукты, лес и пиломатериалы, металлолом, чёрные и цветные металлы), Находка (уголь, нефтепродукты, контейнеры, металл, металлолом, рефгрузы), Восточный, Ванино (уголь, нефть) (Россия), Пусан (Республика Корея), Кобе—Осака (нефть и нефтепродукты, машины и оборудование, автомобили, металлы и металлолом), Токио—Иокогама (металлолом, уголь, хлопок, зерно, нефть и нефтепродукты, каучук, химикаты, шерсть, машины и оборудование, текстиль, автомобили, медикаменты), Нагоя (Япония), Тяньцзинь, Циндао, Нинбо, Шанхай (все виды сухих, наливных и генеральных грузов), Гонконг (текстиль, одежда, волокно, радио и электротовары, изделия из пластмассы, машины, оборудование), Гаосюн (Тайвань), Шэньчжэнь, Гуанчжоу (Китай), Хошимин (Вьетнам), Сингапур (нефтепродукты, каучук, продовольствие, текстиль, машины и оборудование) (Сингапур), Кланг (Малайзия), Джакарта (Индонезия), Манила (Филиппины), Сидней (генеральные грузы, железная руда, уголь, нефть и нефтепродукты, зерно), Ньюкасл, Мельбурн (Австралия), Окленд (Новая Зеландия), Ванкувер (лесные грузы, уголь, руды, нефть и нефтепродукты, химические и генеральные грузы) (Канада), Сан-Франциско, Лос-Анджелес (нефть и нефтепродукты, копра, химические грузы, лес, зерно, мука, мясные и рыбные консервы, цитрусовые, бананы, кофе, машины и оборудование, джут, целлюлоза), Окленд, Лонг-Бич (США), Колон (Панама), Уаско (руды, рыба, топливо, продовольствие) (Чили). В бассейне Тихого океана имеется значительное количество относительно небольших многофункциональных портов.
Важную роль играют авиационные перевозки через Тихий океан. Первый регулярный авиарейс через океан был совершён в 1936 году по маршруту Сан-Франциско (США) — Гонолулу (Гавайские острова) — Манила (Филиппины). Сейчас основные трансокеанские маршруты проложены через северный и центральный районы Тихого океана. Большое значение имеют авиалинии во внутренних перевозках и между островами. В 1902 году Великобританией по дну океана был проложен первый подводный телеграфный кабель (длина 12,55 тысячи км), проходивший через острова Фаннинг и Фиджи, связывая Канаду, Новую Зеландию, Австралийский Союз. Широко и издавна применяется радиосвязь. Сейчас для связи через Тихий океан используются искусственные спутники Земли, что значительно расширяет ёмкость каналов связи между странами.

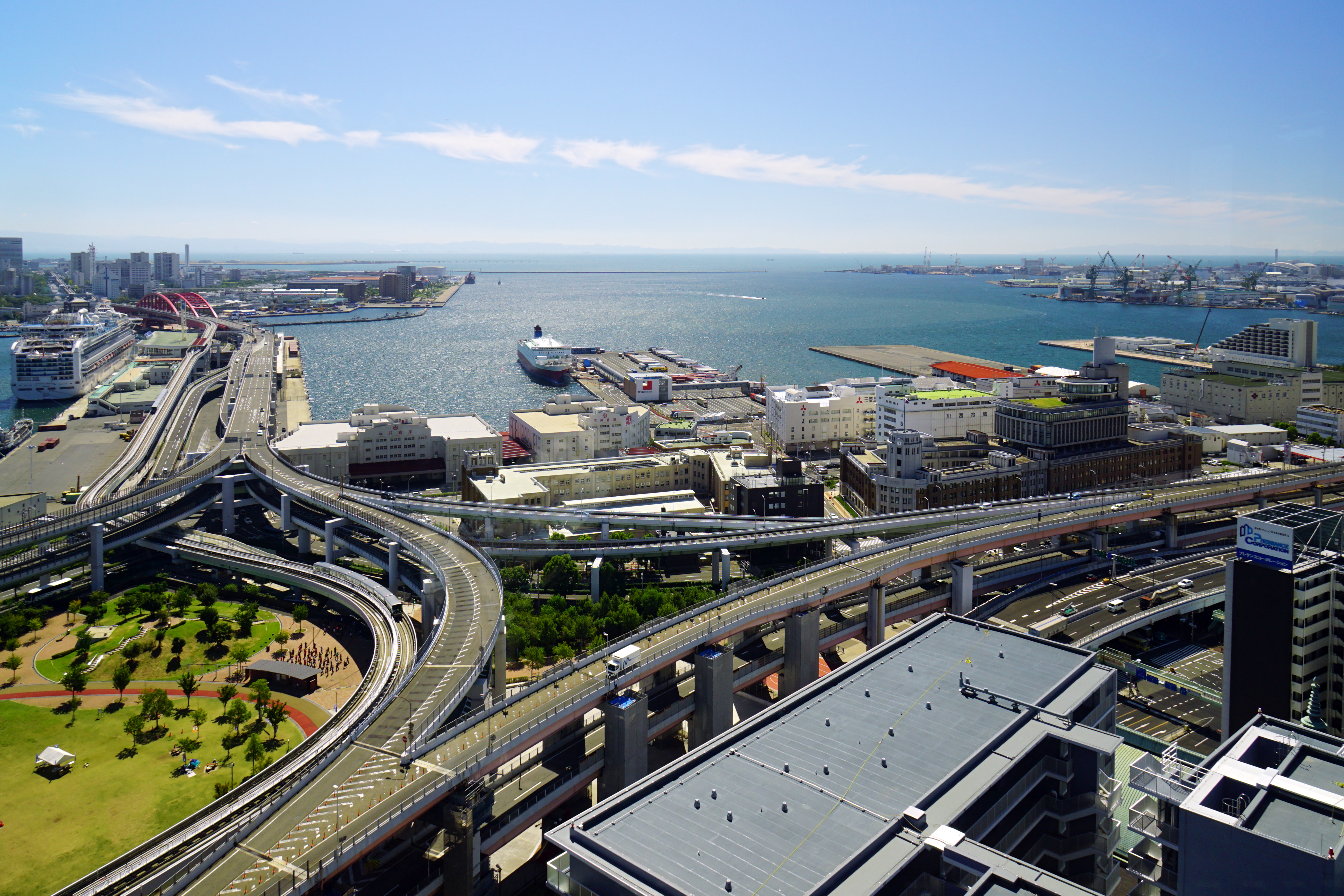
Порт Кобе, Япония
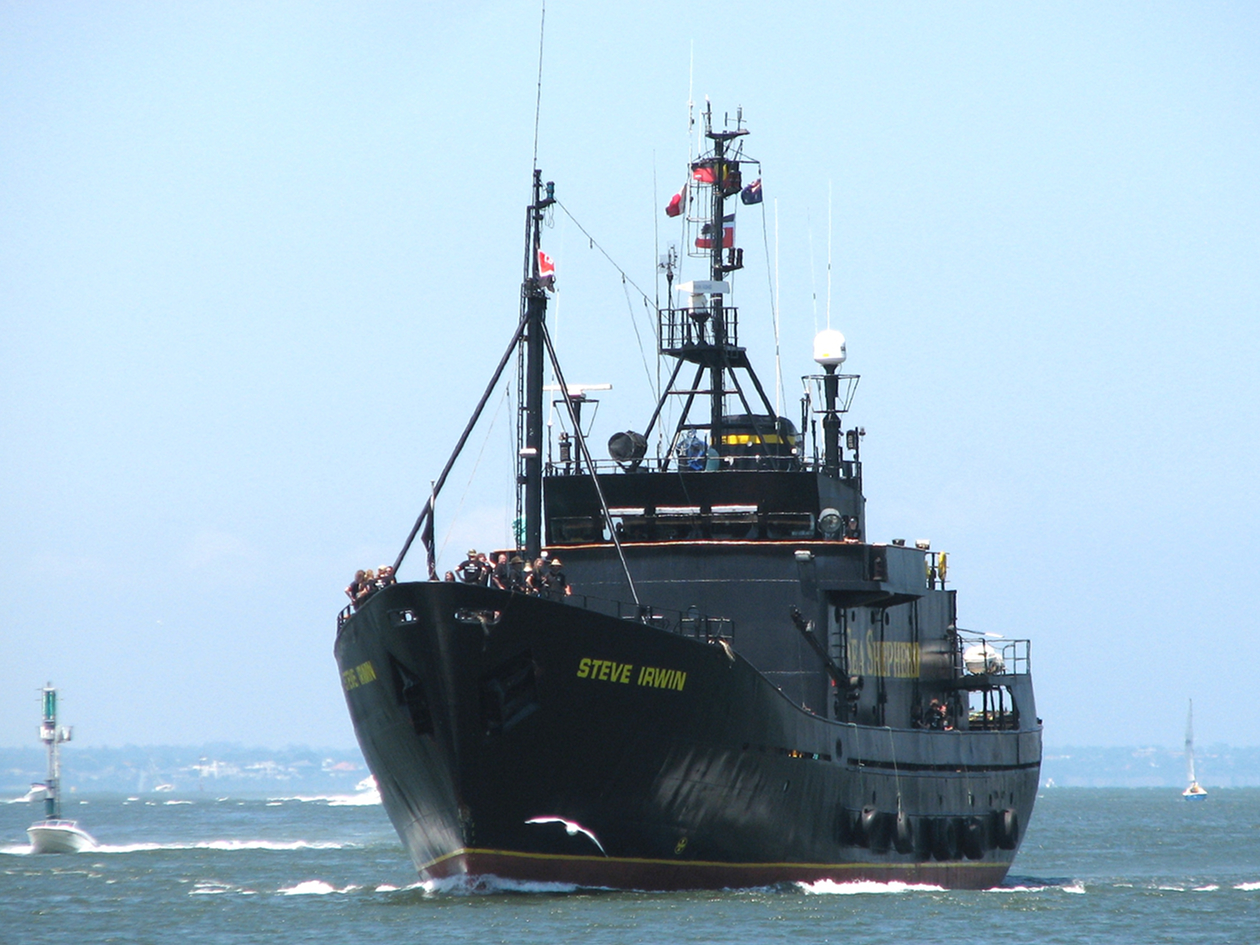
Морское судно MV Steve Irwin в порту Мельбурна, Австралия
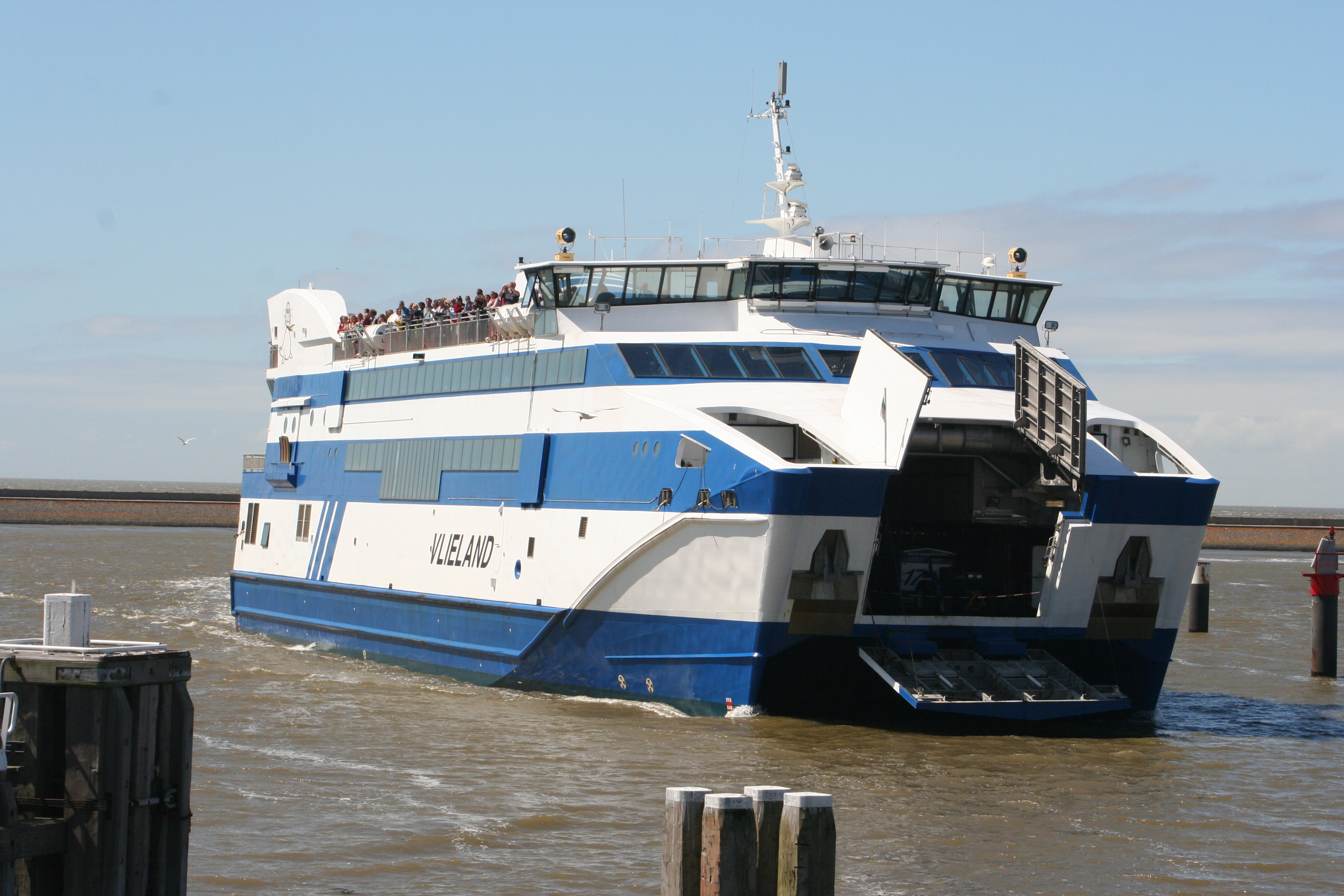
Морской паром у берегов Филиппин
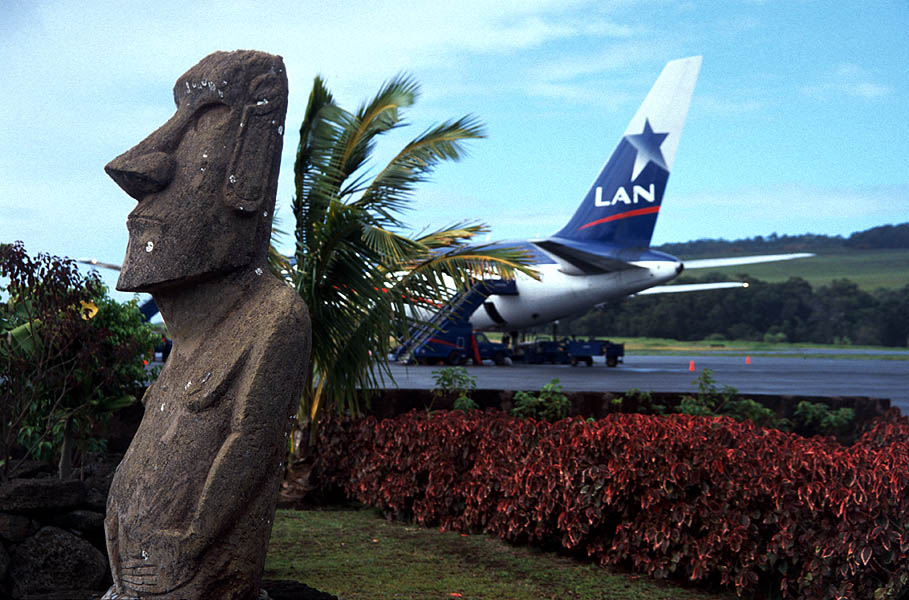
Самолёт LAN Airlines в аэропорту острова Пасхи

### Полезные ископаемые
Дно Тихого океана скрывает богатые месторождения различных минералов. На шельфах Китая, Индонезии, Японии, Малайзии, Соединённых Штатов Америки (Аляска), Эквадора (Гуаякильский залив), Австралии (Бассов пролив) и Новой Зеландии добывают нефть и газ. По существующим оценкам, недра Тихого океана содержат до 30—40 % всех потенциальных запасов нефти и газа Мирового океана. Самым крупным производителем концентратов олова в мире является Малайзия, а циркона, ильменита — Австралия. Океан богат железомарганцевыми конкрециями, с общими запасами на поверхности до 7•1012 т. Наиболее обширные запасы наблюдаются в северной наиболее глубокой части Тихого океана, а также в Южной и Перуанской котловинах. В пересчёте на основные рудные элементы в конкрециях океана содержится марганца 7,1•1010 т, никеля 2,3•109 т, меди 1,5•109 т, кобальта 1•109 т. В Тихом океане обнаружены богатые глубоководные залежи газовых гидратов: во впадине Орегон, Курильской гряде и шельфе Сахалина в Охотском море, жёлобе Нанкай в Японском море и вокруг побережья Японии, в Перуанской впадине. В 2013 году Япония намерена начать опытное бурение по добыче природного газа из месторождений гидрата метана на дне Тихого океана к северо-востоку от Токио.

### Рекреационные ресурсы
Рекреационные ресурсы Тихого океана характеризуются значительным разнообразием. По данным Всемирной туристской организации, на конец XX века на Восточную Азию и Тихоокеанский регион приходилось 16 % международных туристских посещений (к 2020 году прогнозируется увеличение доли до 25 %). Основными странами формирования выездного туризма в этом регионе являются Япония, Китай, Австралия, Сингапур, Республика Корея, Россия, США и Канада.
Основные рекреационные зоны: Гавайские острова, острова Полинезии и Микронезии, восточное побережье Австралии, Бохайский залив и остров Хайнань в Китае, побережье Японского моря, районы городов и городских агломераций побережья Северной и Южной Америки.
Среди стран с наибольшим потоком туристов (по данным на 2010 год Всемирной туристской организации) в Азиатско-Тихоокеанском регионе выделяются: Китай (55 миллионов посещений в год), Малайзия (24 миллиона), Гонконг (20 миллионов), Таиланд (16 миллионов), Макао (12 миллионов), Сингапур (9 миллионов), Республика Корея (9 миллионов), Япония (9 миллионов), Индонезия (7 миллионов), Австралия (6 миллионов), Тайвань (6 миллионов), Вьетнам (5 миллионов), Филиппины (4 миллиона), Новая Зеландия (3 миллиона), Камбоджа (2 миллиона), Гуам (1 миллион); в прибрежных странах Северной и Южной Америки: США (60 миллионов), Мексика (22 миллиона), Канада (16 миллионов), Чили (3 миллиона), Колумбия (2 миллиона), Коста-Рика (2 миллиона), Перу (2 миллиона), Панама (1 миллион), Гватемала (1 миллион), Сальвадор (1 миллион), Эквадор (1 миллион).
За первую половину 2020 года в результате пандемии COVID-19 число туристов в Азиатско-Тихоокеанском регионе снизилось на 72 %. По этому показателю регион занял первое место, на втором месте — Европа (-66 %), затем Африка и Ближний Восток (оба −57 %) и Северная и Южная Америки (-55 %).